# 세일럼 마녀 재판

1892년 석판화로 제작된 세일럼 마녀 재판의 상상도

세일럼 마녀 재판(Salem witch trials)은 1692년 2월부터 1693년 5월까지 식민지 매사추세츠에서 위치크래프트를 사용했다는 혐의로 기소된 사람들을 대상으로 진행된 일련의 심리와 기소를 말한다. 200명이 넘는 사람들이 기소되었다. 30명이 유죄 판결을 받았고, 이 중 19명(여성 14명과 남성 5명)이 교수형에 처해졌다. 다른 한 남성인 자일스 코리는 답변을 거부하다가 고문으로 사망했으며, 최소 5명이 질병이 만연한 감옥에서 목숨을 잃었다.
체포는 세일럼빌리지(현재의 댄버스)와 그 지역 중심지인 세일럼타운을 넘어 앤도버와 탑스필드 등 수많은 마을에서 이루어졌다. 이 사형 범죄에 대한 대배심과 재판은 1692년에는 순회 재판소에서, 1693년에는 고등 법원에서 진행되었으며, 모두 세일럼타운에서 열렸고 교수형도 이곳에서 집행되었다. 이는 북미 식민지 역사상 가장 치명적인 마녀사냥이었다. 17세기 동안 매사추세츠와 코네티컷에서는 다른 여성 14명과 남성 2명이 처형되었다. 세일럼 마녀 재판은 많은 유죄 판결의 근거가 된 영적 증거의 타당성에 대해 주요 성직자들 사이에서 심각한 의구심이 제기되고, "식민지의 여러 유력 시민들을 포함한" 피고인들의 수가 너무 많아지면서 비로소 끝이 났다.
재판이 끝난 후 수년간 "대부분 10대 소녀였던 고발자들 중 몇몇이 자신들이 꾸며낸 혐의였음을 시인했다." 1702년 "매사추세츠 의회는 재판이 불법이었다고 선언했으며", 1711년 매사추세츠주 의회는 "22명의 이름을 언급하며" 그들의 사권 박탈을 취소하는 법안을 통과시켜 유죄 판결을 무효화했다.
이 사건은 식민지 아메리카의 가장 악명 높은 집단성 히스테리 사례 중 하나이다. 이것은 독특한 사례가 아니라 유럽에서 수만 명의 목숨을 앗아간 초기 근대의 더 광범위한 마녀 재판 현상이 식민지에서 나타난 것이었다. 미국에서 세일럼의 사건들은 고립, 종교적 극단주의, 거짓 고발, 적법 절차의 실패가 초래하는 위험에 대한 생생한 경고의 교훈으로서 정치적 수사와 대중 문학에서 사용되어 왔다. 많은 역사학자들은 이 재판의 지속적인 영향이 미국 역사에 매우 큰 영향을 미쳤다고 본다. 역사학자 조지 링컨 버의 말에 따르면, "세일럼 위치크래프트 재판은 [뉴잉글랜드] 신정 체제가 산산조각 난 바위였다."
1992년에 열린 재판 희생자들을 추모하는 300주년 행사에서는 세일럼에 공원이, 댄버스에는 추모관이 헌정되었다. 1957년 매사추세츠주 의회가 통과시킨 법은 6명을, 2001년에 통과된 또 다른 법은 5명의 다른 희생자들을 사면했다. 2004년까지도 모든 희생자들을 무죄 선고하거나 사면하는 논의가 계속되었다. 2022년, 마지막 세일럼 마녀로 유죄 판결을 받은 엘리자베스 존슨 주니어가 유죄 판결을 받은 지 329년 만에 공식적으로 무죄가 선고되었다.
2016년 1월, 버지니아 대학교는 갤로스 힐 프로젝트 팀이 19명의 "마녀"들이 교수형을 당한 세일럼의 처형 장소를 확인했다고 발표했다. 시는 2017년 그곳에 《프록터스 레지 메모리얼》을 헌정했다.

## 배경
17세기 중반까지 유럽 대부분의 지역에서 마녀 재판이 사라지기 시작했지만, 유럽의 변방과 아메리카 식민지에서는 계속되었다. 1692-1693년 세일럼의 사건들은 대부분의 유럽에서 이미 쇠퇴하고 있던 관행이 신세계에서 잠시 히스테리의 형태로 분출된 것이었다.
1668년, 《현대의 사두개파에 반대하여》에서 조지프 글랜빌은 초자연계의 마녀와 유령의 존재를 증명할 수 있다고 주장했다. 글랜빌은 "육체적 부활의 부정과 [초자연적] 영혼들"에 대해 썼다.
글랜빌은 그의 논문에서 영리한 사람들은 마녀와 유령을 믿어야 한다고 주장했다. 만약 그들이 영혼의 실재를 의심한다면, 그들은 악마뿐만 아니라 전능한 신도 부정하는 것이었다. 글랜빌은 초자연적인 것을 부정할 수 없다는 것을 증명하고자 했다. 유령의 존재를 부정하는 사람들은 이단으로 여겨졌는데, 그것은 천사에 대한 그들의 믿음도 부정하는 것이었기 때문이다. 글랜빌과 코튼 매더 같은 사람들의 저작은 "악마가 살아있다"는 것을 증명하려 했다.

### 고발

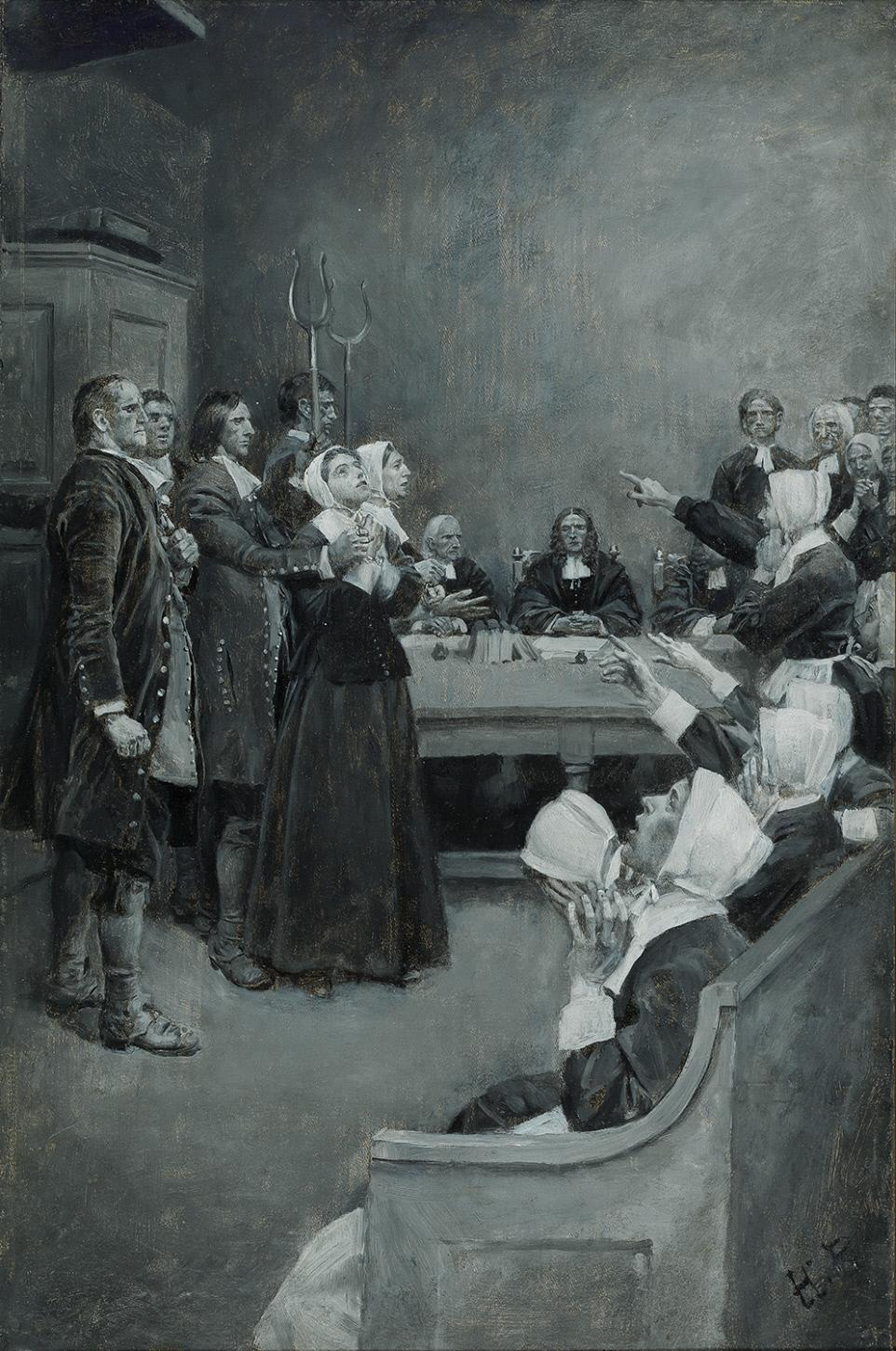
세일럼 마녀 재판에서 고발당한 두 명의 혐의자들, 1892년

재판은 세일럼빌리지의 몇몇 지역 여성들이 베티 패리스(9세), 애비게일 윌리엄스(11세), 앤 퍼트남 주니어(12세), 엘리자베스 허버드(17세)라는 네 명의 어린 소녀들에 의해 위치크래프트 혐의로 고발된 후 시작되었다. 고발은 "고통"(affliction)이라는 개념을 중심으로 이루어졌으며, 여성들은 위치크래프트를 통해 소녀들에게 신체적, 정신적 해를 가했다는 혐의를 받았다.

### 뉴잉글랜드에서 기록된 마녀 처형
가장 이른 시기에 기록된 마녀 처형은 1647년 코네티컷주 하트퍼드에서 있었던 알스 영의 처형으로, 1663년까지 지속된 코네티컷 마녀 재판의 시작이었다. 역사학자 클래런스 F. 주엣은 1881년 그의 저서에서 뉴잉글랜드에서 처형된 다른 사람들의 목록을 포함시켰다.

### 정치적 배경
뉴잉글랜드는 자신들이 선택한 규율에 따라 성서에 기반한 사회를 건설하고자 했던 종교적 이단자들에 의해 정착되었다. 매사추세츠만 식민지의 최초 1629년 왕실 헌장은 1684년에 무효화되었고, 이후 제임스 2세는 에드먼드 안드로스 경을 뉴잉글랜드 자치령의 총독으로 임명했다. 안드로스는 잉글랜드에서 "명예 혁명"으로 가톨릭교도 제임스 2세가 신교도 공동 통치자 윌리엄과 메리로 교체된 후인 1689년에 축출되었다.
구 헌장 하의 식민지 마지막 지도자들이었던 사이먼 브래드스트리트와 토머스 댄포스는 총독과 부총독 직위를 재개했으나, 구 헌장이 무효화되었기 때문에 통치할 헌법적 권한이 없었다. 같은 시기에 "동부"(현재의 메인주 해안)에 정착하던 잉글랜드 정착민들과 그 지역의 프랑스의 지원을 받는 와바나키 연맹 사이에서 윌리엄 왕의 전쟁으로 알려진 긴장이 폭발했다. 뉴잉글랜드 남부와 서부의 왐파노악인 및 다른 원주민 부족들과의 파괴적인 필립 왕의 전쟁이 있은 지 13년 후의 일이었다. 1690년 10월, 윌리엄 핍스 경은 프랑스가 점령한 퀘벡을 공격했으나 실패했다. 1689년부터 1692년 사이에 원주민들은 메인주 해안을 따라 많은 잉글랜드 정착지를 계속 공격했고, 이로 인해 일부 정착지가 포기되고 에식스군과 같은 지역으로 난민이 밀려들었다.

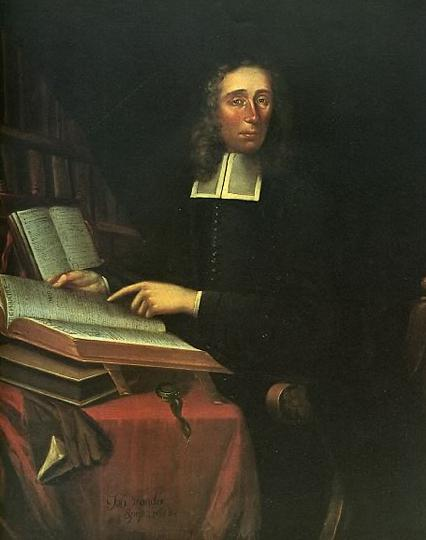
인크리스 매더의 초상화, 1688년, 요안 판데르스프릿 작

확대된 매사추세츠만 직할식민지에 대한 새로운 헌장은 1691년 10월 16일 잉글랜드에서 최종 승인을 받았다. 인크리스 매더는 4년 동안 이 헌장을 얻기 위해 노력해 왔으며, 윌리엄 핍스는 종종 런던에서 그와 함께하며 화이트홀 출입을 도왔다. 인크리스 매더는 1684년에 위치크래프트에 관한 책을 출판했고, 그의 아들 코튼 매더는 1689년에 책을 출판했다. 인크리스 매더는 1690년에 아들의 책을 런던판으로 출간했다. 인크리스 매더는 새 정부에 포함될 모든 사람들을 자신이 선택했다고 주장했다. 매더의 헌장과 핍스의 새 총독 임명 소식은 1월 말경 보스턴에 도착했고, 새 헌장의 사본은 1692년 2월 8일 보스턴에 도착했다. 핍스는 5월 14일 보스턴에 도착했으며, 윌리엄 스토턴 부총독과 함께 이틀 후 총독으로 취임했다. 1692년 5월 27일, 새 총독과 의회의 첫 업무 중 하나는 군의 치안 판사와 보안관들을 공식 지명하고, 감옥에 "밀려드는" 많은 사람들을 처리하기 위한 특별 순회 재판소를 설립하는 것이었다.

### 지역적 배경

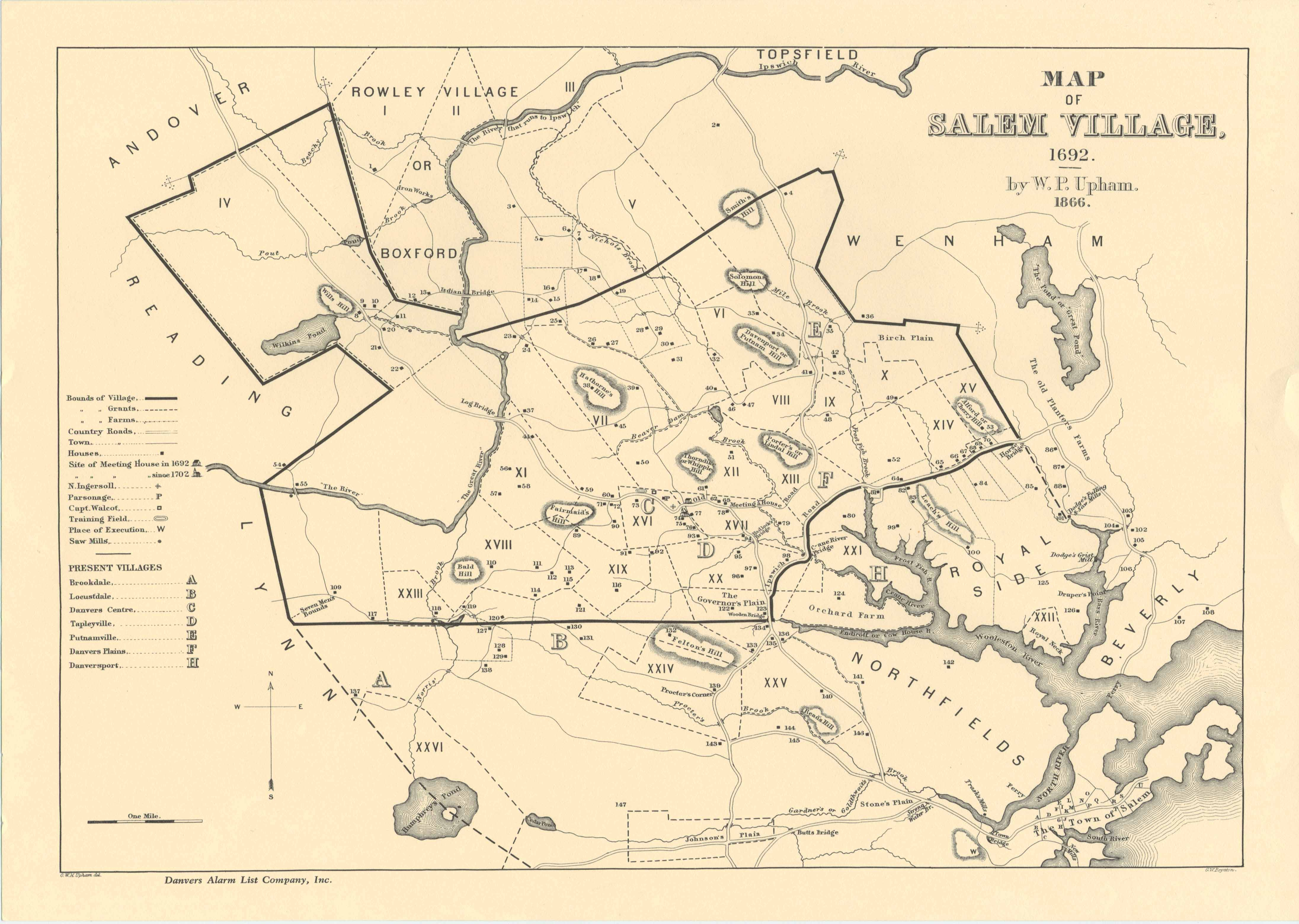
세일럼빌리지의 지도, 1692년, 우측 하단의 세일럼타운

세일럼빌리지(현재의 매사추세츠주 댄버스)는 분열된 주민들로 유명했는데, 이들은 많은 내부 분쟁을 겪었을 뿐만 아니라 세일럼타운(현재의 세일럼)과도 긴장 관계에 있었다. 부동산 경계선, 방목권, 교회 특권을 둘러싼 논쟁이 만연했고, 이웃들은 주민들이 "다투기 좋아한다"고 여겼다. 1672년, 마을 사람들은 세일럼타운과는 별도로 자신들의 목사를 고용하기로 투표했다. 1673년부터 1679년까지 재직한 제임스 베일리와 1680년부터 1683년까지 재직한 조지 버로스라는 첫 두 목사는 각각 몇 년만 머물렀는데, 교회 회중이 완전한 급여를 지급하지 않아서였다. 버로스는 이후 마녀 히스테리가 최고조에 달했을 때 체포되어 1692년 8월 마녀로 처형되었다.
총회가 목사들의 권리를 인정하고 교구를 훈계했음에도 불구하고, 두 목사 모두 떠나기로 선택했다. 1684년부터 1688년까지 재직한 세 번째 목사인 디오닷 로슨은 짧은 기간 동안 머물다가 회중과의 문제가 아닌 세일럼 교회가 그를 서품하기를 거부했기 때문에 떠났다. 교구는 세일럼빌리지가 첫 번째 정식 목사로 새뮤얼 패리스를 선택한 것에 대해 의견이 엇갈렸다. 1689년 6월 18일, 마을 사람들은 패리스에게 연봉 66파운드를 "삼분의 일은 현금으로, 나머지 삼분의 이는 물품으로" 지급하고 목사관을 사용하게 하기로 합의했다.
그러나 1689년 10월 10일, 그들은 패리스의 혜택을 늘려 목사관과 2에이커(0.8헥타르)의 토지에 대한 소유권을 그에게 부여하기로 투표했다. 이는 "이 마을의 주민들이 투표나 다른 방식으로 어떤 이유로든 목회에 속한 가옥이나 토지 또는 기타 관심사를 특정 개인이나 개인들에게 양도하는 것은 불법"이라고 명시한 1681년의 마을 결의안과 상충했다.
전임 목사들의 운명과 세일럼빌리지의 분쟁 수준은 이 직책을 수락하는 데 있어 신중해야 할 타당한 이유였지만, 패리스 목사는 수락을 지연시킴으로써 마을의 분열을 심화시켰다. 그는 교구민의 분쟁을 해결할 능력이 없어 보였다. 회중 내의 "부당한 행위"를 의도적으로 찾아내고 품행이 바른 교회 신도들에게 사소한 위반에 대해 공개적인 참회를 하게 함으로써, 그는 마을 내의 긴장을 크게 고조시켰다. 마을의 다툼은 계속해서 증가했다. 역사학자 마리온 스타키는 이러한 분위기에서 심각한 갈등은 불가피했을 수 있다고 제시한다.

### 종교적 배경
1680년대의 헌법적 혼란 이전에 매사추세츠 정부는 보수적인 청교도 지도자들이 지배하고 있었다. 청교도와 잉글랜드 국교회는 모두 칼뱅주의의 영향을 공유했지만, 청교도들은 성공회 기도서의 사용, 예배 중 성직자 법의 착용, 세례 시 십자성호 사용, 성찬을 받을 때 무릎 꿇기 등 잉글랜드 국교회의 많은 전통에 반대했는데, 이 모든 것이 포퍼리(로마 가톨릭교)의 잔재라고 믿었기 때문이었다. 찰스 1세는 이러한 관점에 적대적이었고, 성공회 교회 관리들은 1620년대와 1630년대에 이러한 이단적 견해들을 억압하려 했다. 일부 청교도와 다른 종교적 소수자들은 네덜란드에서 피난처를 찾았지만, 결국 많은 이들이 자신들만의 사회를 세우기 위해 북아메리카 식민지로 대규모 이주를 했다.
대부분 가족으로 구성된 이 이주민들은 뉴잉글랜드의 초기 식민지들 중 몇몇을 설립했는데, 그중 매사추세츠만 식민지가 가장 크고 경제적으로 중요했다. 그들은 자신들의 종교적 신념에 기반한 사회를 건설하고자 했다. 식민지 지도자들은 식민지의 자유민들, 즉 자신들의 종교적 경험이 공식적으로 검증되고 식민지의 청교도 회중 중 하나에 받아들여진 개인들에 의해 선출되었다. 식민지 지도부는 그들 회중의 저명한 구성원들이었으며, 식민지가 직면한 문제들에 대해 정기적으로 지역 목사들과 상의했다.
1640년대 초, 잉글랜드에서 내전이 발발했다. 청교도가 지배하는 의회파가 승리를 거두었고, 1653년 왕권은 올리버 크롬웰의 호국경 체제로 대체되었다. 나중에 이 체제가 실패하면서 찰스 2세 하에서 구체제가 복원되었다. 이 시기에 뉴잉글랜드로의 청교도 이주는 크게 감소했다. 매사추세츠에서는 식민지의 초기 정착민들보다 종교적 동기가 약한 성공한 상인 계층이 발전하기 시작했다.

### 젠더 맥락
위치크래프트로 고발되고 유죄 판결을 받은 사람들의 대다수는 여성이었다(약 78%). 전반적으로 청교도의 신념과 당시 뉴잉글랜드의 문화는 여성이 본질적으로 죄가 있으며 남성보다 저주에 더 취약하다고 보았다. 청교도들, 특히 청교도 여성들은 일상생활에서 악마가 자신들과 그들의 영혼을 장악하려는 시도를 적극적으로 저지하려 했다. 실제로 청교도들은 남성과 여성이 신의 눈앞에서는 평등하지만, 악마의 눈앞에서는 그렇지 않다고 믿었다. 여성의 영혼은 이른바 "약하고 취약한 육체" 안에서 보호받지 못하는 것으로 여겨졌다. 여성들이 남성들보다 위치크래프트 혐의를 더 쉽게 인정한 것에는 여러 요인이 있을 수 있다. 역사학자 엘리자베스 레이스는 일부는 자신들이 정말로 악마에게 굴복했다고 믿었을 수 있고, 다른 이들은 일시적으로 그랬다고 믿었을 수 있다고 주장한다. 그러나 자백한 사람들은 사회로 재통합되었기 때문에, 일부 여성들은 자신의 목숨을 구하기 위해 자백했을 수 있다.
이웃과의 말다툼이 종종 위치크래프트 고발을 부추겼다. 이의 한 예가 1692년에 고발된 애비게일 포크너이다. 포크너는 "사람들이 하는 말에 화가 났다"고 인정했고, 악마가 일시적으로 그를 장악하여 이웃들에게 해를 끼쳤을 수 있다고 했다. 청교도 사회의 규범을 따르지 않는 여성들, 특히 미혼이거나 자녀가 없는 여성들이 고발의 표적이 될 가능성이 더 높았다.

### 위치크래프트 공론화

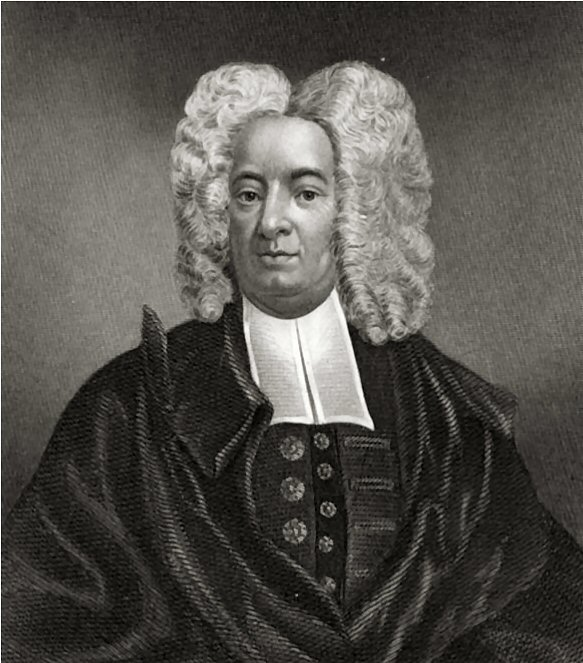
코튼 매더 목사

보스턴 북교회의 목사였던 코튼 매더는 위치크래프트의 존재를 믿는다는 자신의 견해를 표명한 것들을 포함하여 수많은 팸플릿을 출판했다. 그의 저서 《위치크래프트와 악령 들림에 관한 주목할 만한 섭리》(1689년)에서 매더는 자신의 "예언적 관찰"과 "경이로운 위치크래프트"가 보스턴의 석공 존 굿윈의 자녀들에게 어떤 영향을 미쳤는지 설명한다.
매더는 굿윈의 맏자녀가 악마의 유혹을 받아 세탁부 구디 글로버의 린넨을 훔쳤다고 설명한다. 아일랜드계 가톨릭 출신인 글로버는 불쾌한 노파로 묘사되었으며, 그의 남편은 그를 마녀라고 표현했다. 이것이 그가 굿윈 자녀들에게 주문을 걸었다는 혐의를 받게 된 이유였을 수 있다. 이 사건 이후, 굿윈의 여섯 자녀 중 네 명이 이상한 발작을 일으키기 시작했는데, 일부 사람들은 이 증상을 "경악의 병"(the disease of astonishment)이라고 불렀다. 이 병으로 인한 것으로 여겨진 증상들은 빠르게 위치크래프트와 연관되었다. 증상으로는 목과 등의 통증, 목구멍에서 혀가 튀어나오는 현상, 큰 소리로 무작위로 외치는 것이 있었다. 또 다른 증상으로는 몸이 유연해지거나, 새처럼 팔을 퍼덕이거나, 자신과 다른 사람들을 해치려 하는 등 자신의 몸을 통제할 수 없는 것들이 있었다. 이러한 증상들이 1692년의 광기에 불을 지폈다.

## 시간순 전개

### 초기 사건

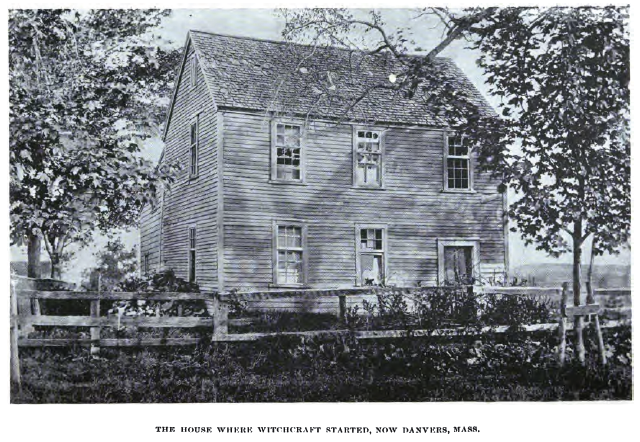
19세기 후반에 촬영된 세일럼빌리지의 목사관

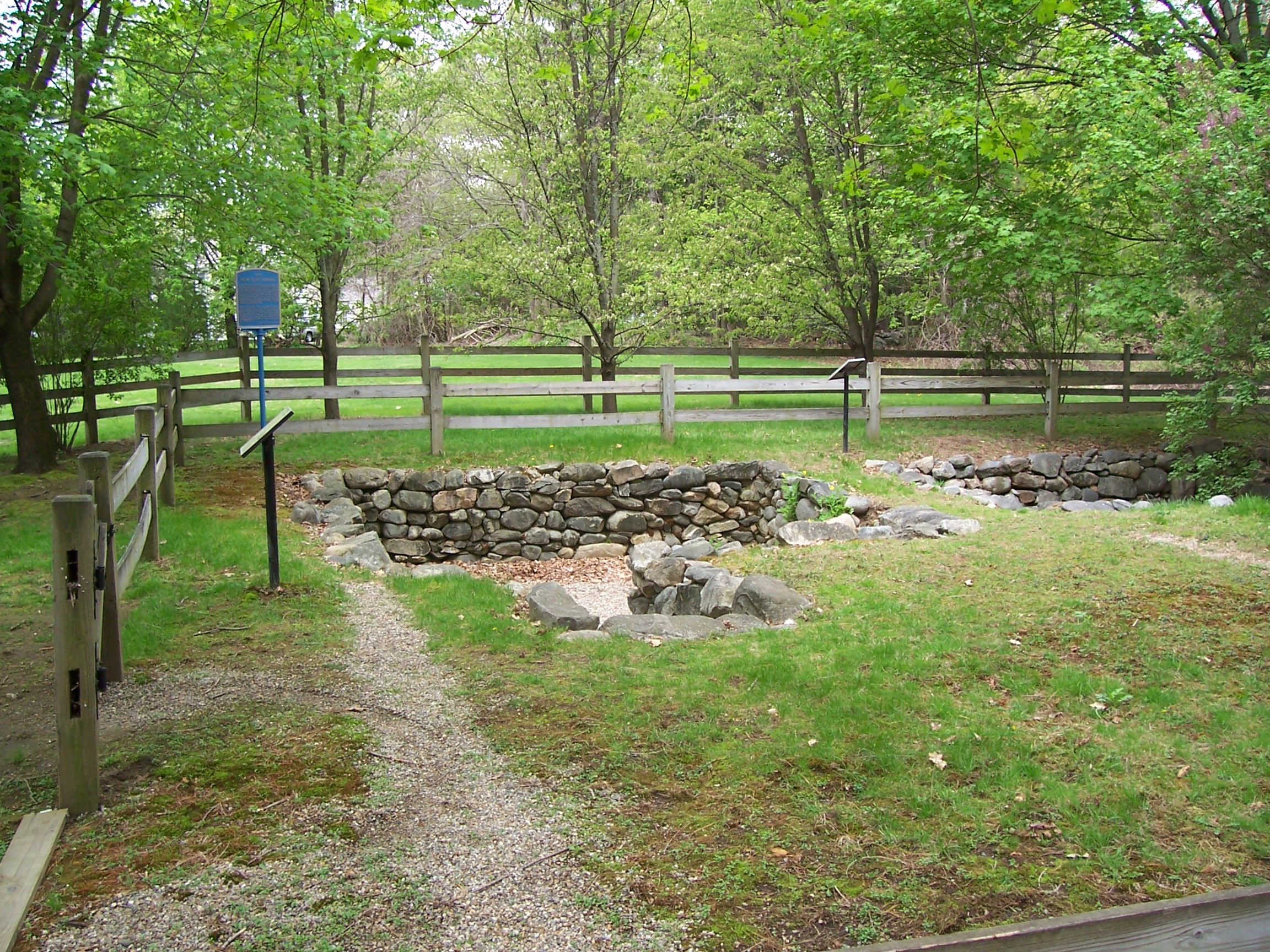
현재의 세일럼빌리지 목사관 고고학 유적지

1692년 2월 세일럼빌리지에서, 새뮤얼 패리스 목사의 딸 베티 패리스(9세)와 조카 애비게일 윌리엄스(11세)가 근처 베벌리 마을의 목사 존 헤일이 "간질 발작이나 자연적인 질병으로는 일으킬 수 없는 정도"라고 표현한 발작을 일으키기 시작했다. 세일럼빌리지의 전임 목사였던 디오닷 로슨 목사의 목격담에 따르면, 소녀들은 비명을 지르고, 방 안의 물건들을 던지고, 이상한 소리를 내며, 가구 밑으로 기어들어가고, 특이한 자세로 몸을 뒤틀었다.
소녀들은 꼬집히고 핀으로 찔리는 것 같다고 호소했다. 윌리엄 그리그스로 추정되는 한 의사는 어떤 질병의 물리적 증거도 찾지 못했다. 마을의 다른 젊은 여성들도 비슷한 행동을 보이기 시작했다. 로슨이 세일럼빌리지 예배당에서 객원 설교를 할 때, 고통받는 이들의 발작으로 여러 차례 중단되었다.
베티 패리스, 애비게일 윌리엄스, 12세의 앤 퍼트남 주니어, 엘리자베스 허버드를 괴롭혔다는 혐의로 처음 고발되고 체포된 세 사람은 세라 굿, 세라 오스본, 티투바였다. 일부 역사학자들은 앤 퍼트남 주니어의 고발이 가문 간의 불화가 마녀 재판의 주요 원인이었을 수 있다고 본다. 당시 퍼트남 가문과 포터 가문 사이에는 치열한 경쟁이 있었고, 세일럼 사람들을 깊이 분열시켰다. 시민들은 종종 이 불화에 대한 자신들의 의견만으로도 격렬한 논쟁을 벌였고, 곧 전면적인 싸움으로 격화되었다. 일부 신체 증상들은 284년 후에 제시된 맥각 중독의 경련성 증상과 유사했다.
세라 굿은 그의 평판 때문에 위치크래프트 혐의를 받은 빈곤한 여성이었다. 재판에서 그는 "구원의 길로 인도하는 대신 아이들을 괴롭히고 조롱"하기를 선택함으로써 자제력과 규율이라는 청교도의 이상을 거부했다는 혐의를 받았다.
세라 오스본은 교회 모임에 거의 참석하지 않았다. 그는 계약 하인과 재혼한 후 자신의 이익만을 추구했다고 청교도들이 믿었기 때문에 위치크래프트 혐의를 받았다. 마을 사람들은 그가 이전 결혼에서 낳은 아들의 상속권을 통제하려 한 것을 못마땅하게 여겼다.

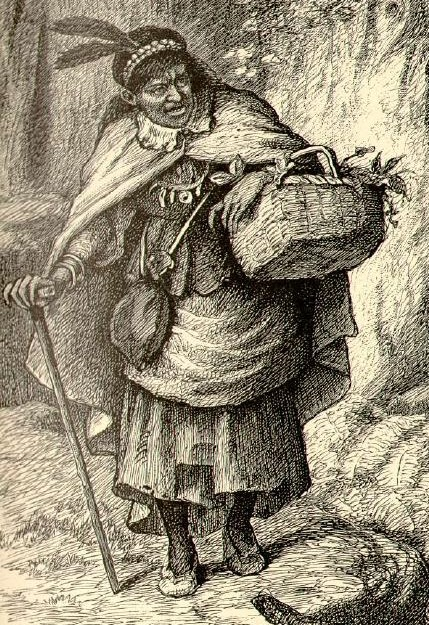
존 W. 에닝거가 1902년에 그린 티투바의 삽화

서인도 제도 출신의 남아메리카 칼리나족 노예 여성이었던 티투바는 아마도 다른 마을 사람들과의 민족적 차이 때문에 표적이 되었을 것이다. 그는 《마녀 잡는 망치》에 나오는 마법 이야기로 애비게일 윌리엄스와 베티 패리스 같은 소녀들을 끌어들였다는 혐의를 받았다. 악마와의 성적 만남, 남자들의 마음을 흔드는 것, 점치기에 대한 이야기들이 소녀들의 상상력을 자극했고 티투바를 분명한 고발 대상으로 만들었다고 한다.
이 여성들은 모두 일종의 소외 계층이었고 위치크래프트 고발의 "흔한 용의자"들에게서 전형적으로 나타나는 많은 성격적 특징을 보였다. 그들은 스스로를 변호해야만 했다. 위치크래프트 혐의로 지역 치안 판사들 앞에 끌려온 그들은 1692년 3월 1일부터 시작하여 며칠 동안 심문을 받은 뒤 감옥에 갇혔다.
3월에는 다른 사람들도 위치크래프트 혐의를 받았다. 세일럼빌리지의 마사 코리, 어린이 도로시 굿, 리베카 너스, 그리고 근처 입스위치의 레이철 클린턴이었다. 마사 코리는 소녀들의 고발의 신빙성에 대해 의구심을 표명했기 때문에 주목을 받게 되었다. 마사 코리와 리베카 너스에 대한 고발은 지역사회를 깊이 혼란스럽게 했는데, 마사 코리는 세일럼빌리지 교회의, 리베카 너스는 세일럼타운 교회의 정식 서약 교인이었기 때문이다. 마을 사람들은 그러한 존경받는 사람들도 마녀가 될 수 있다면, 누구나 마녀가 될 수 있고 교회 교인이라는 것이 고발로부터 보호해주지 않는다고 생각했다. 세라 굿의 딸인 도로시 굿은 겨우 네 살이었지만 치안 판사들의 심문에서 제외되지 않았다. 그의 대답은 어머니를 연루시키는 자백으로 해석되었다. 입스위치에서는 레이철 클린턴이 세일럼빌리지 소녀들의 고통과는 무관한 독립적인 혐의로 3월 말에 위치크래프트 혐의로 체포되었다.
초기 조사에는 신체 검사가 포함되었는데, 피고인들은 악마의 영향과 흔히 관련이 있다고 여겨진 점, 사마귀, 모반 같은 특이한 표식이 있는지 조사를 받았다. 이러한 표식들은 악마가 피고인 여성들의 피를 마신 것을 나타낸다고 여겨졌다.

### 지역 치안 판사들 앞에서의 고발과 심문

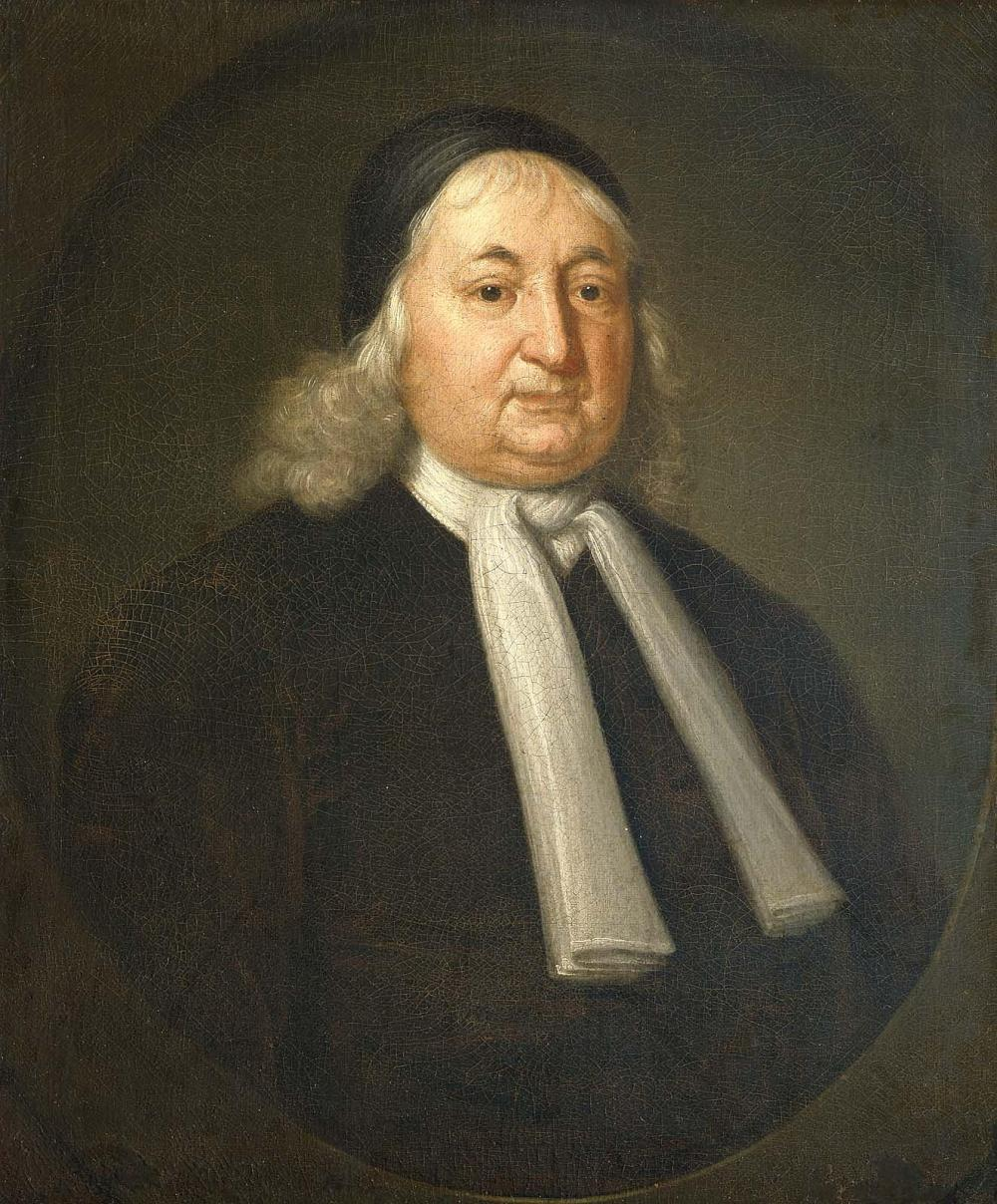
치안 판사 새뮤얼 세월

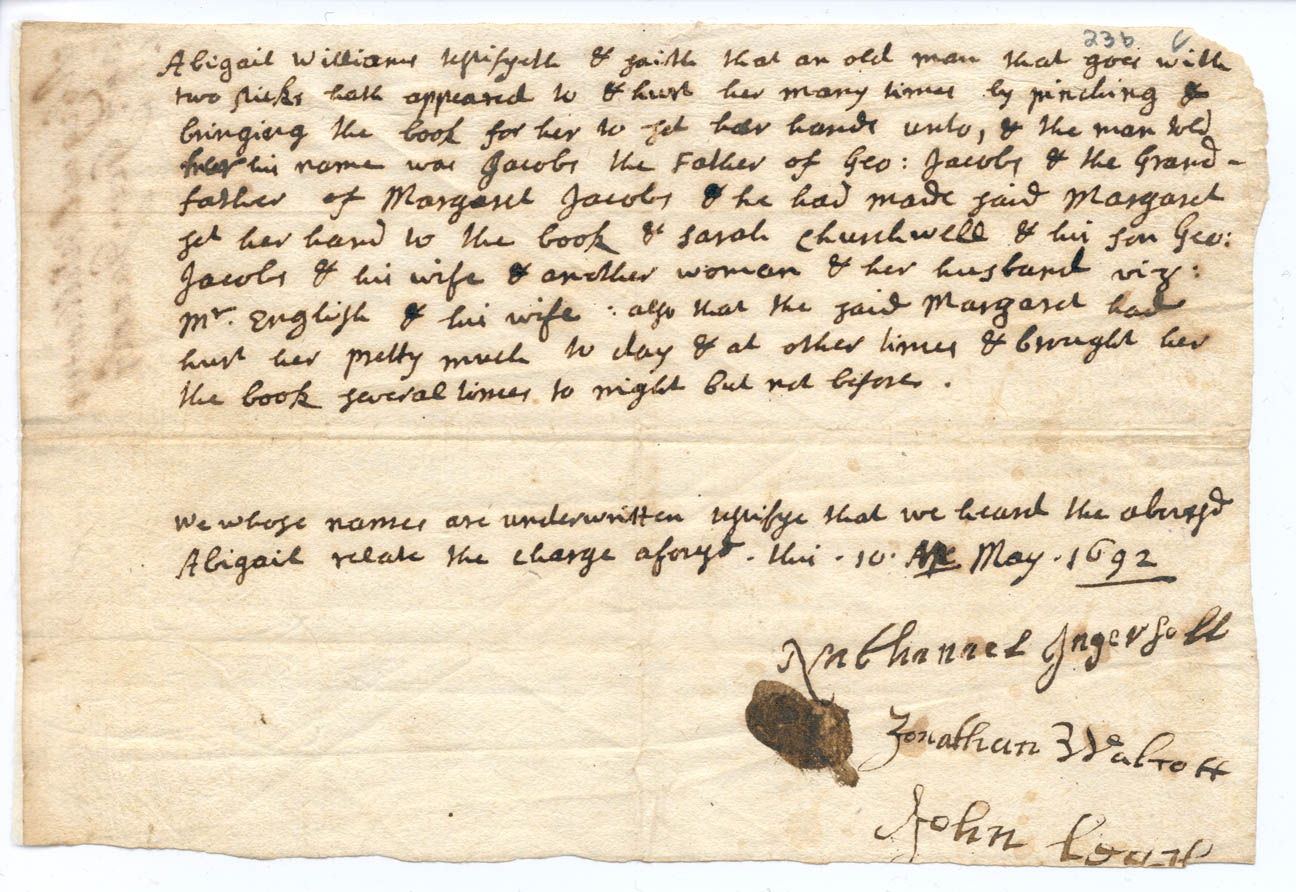
조지 제이콥스 시니어에 대한 애비게일 윌리엄스의 증언

4월에 세라 클로이스(너스의 자매)와 엘리자베스 (배셋) 프록터가 체포되었을 때, 그들은 세일럼타운의 한 모임에서 존 호손과 조너선 코윈 앞으로 끌려왔다. 이 두 사람은 모두 지역 치안 판사이자 총독 의회의 구성원이었다. 심문에는 토머스 댄포스 부총독과 새뮤얼 세월, 새뮤얼 애플턴, 제임스 러셀, 아이작 애딩턴 보좌관이 참석했다. 심리 중에 엘리자베스의 남편인 존 프록터가 이의를 제기하여 그날 체포되었다.
일주일 이내에 자일스 코리(마사의 남편이자 세일럼타운 교회의 서약 교인), 애비게일 홉스, 브리짓 비숍, 메리 워런(프록터 가정의 하인이자 때때로 고발자), 델리버런스 홉스(애비게일 홉스의 계모)가 체포되어 심문을 받았다. 애비게일 홉스, 메리 워런, 델리버런스 홉스는 모두 자백하고 추가로 다른 사람들을 공범으로 지목하기 시작했다. 더 많은 체포가 이어졌다. 세라 와일즈, 윌리엄 홉스(델리버런스의 남편이자 애비게일의 아버지), 네헤미야 애벗 주니어, 메리 이스티(클로이스와 너스의 자매), 에드워드 비숍 주니어와 그의 아내 세라 비숍, 메리 잉글리시가 체포되었다.
4월 30일에는 조지 버로스 목사, 리디아 더스틴, 수잔나 마틴, 도커스 호어, 세라 모리, 필립 잉글리시(메리의 남편)가 체포되었다. 네헤미야 애벗 주니어는 고발자들이 그들을 괴롭힌 유령의 당사자가 아니라는 데 동의하여 석방되었다. 메리 이스티는 처음 체포된 후 고발자들이 그가 자신들을 괴롭혔다는 것을 확인하지 못해 며칠 동안 석방되었다가, 고발자들이 재고하면서 다시 체포되었다. 5월에도 고발은 계속 쏟아졌지만, 일부 용의자들은 체포를 피하기 시작했다. 존 윌라드와 엘리자베스 콜슨이 체포되기 전에 여러 장의 영장이 발부되었고, 조지 제이콥스 주니어와 대니얼 앤드류스는 잡히지 않았다. 이 시점까지 모든 절차는 조사적 성격이었지만, 1692년 5월 27일 윌리엄 핍스는 수감된 사람들을 기소하기 위해 서퍽, 에식스, 미들섹스군에 특별 순회 재판소의 설립을 명령했다. 더 많은 사람들에 대한 영장이 발부되었다. 최초의 세 명의 피고인 중 한 명이었던 세라 오스본은 1692년 5월 10일 감옥에서 사망했다.
36명에 대한 추가 영장이 발부되었고, 세일럼빌리지에서 심문이 계속 진행되었다. 세라 더스틴(리디아 더스틴의 딸), 앤 시어스, 베시아 카터 시니어와 그의 딸 베시아 카터 주니어, 조지 제이콥스 시니어와 그의 손녀 마거릿 제이콥스, 존 윌라드, 앨리스 파커, 앤 퓨디에이터, 애비게일 솜스, 조지 제이콥스 주니어(조지 제이콥스 시니어의 아들이자 마거릿 제이콥스의 아버지), 대니얼 앤드루, 리베카 제이콥스(조지 제이콥스 주니어의 아내이자 대니얼 앤드루의 자매), 세라 버클리와 그의 딸 메리 위더리지.

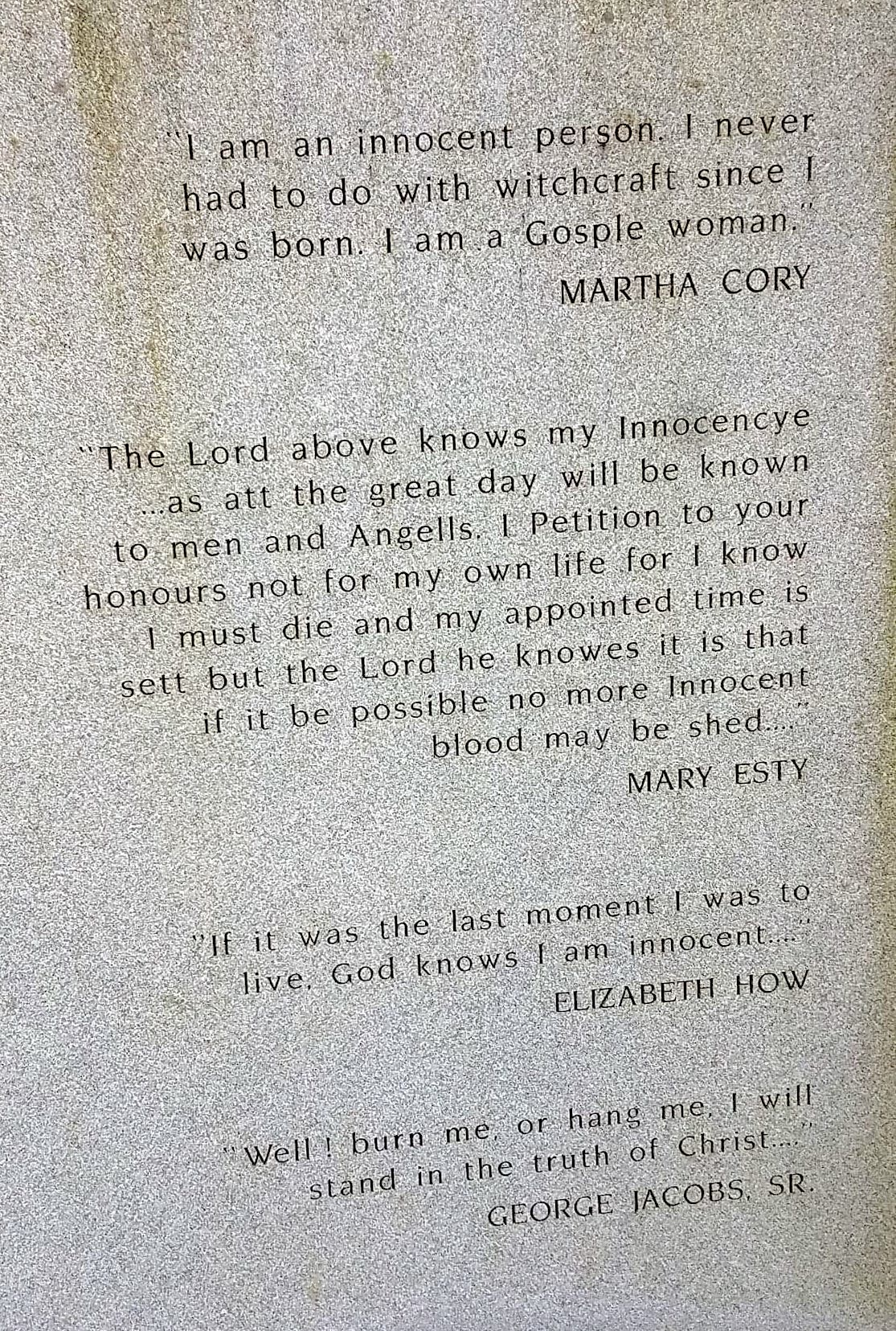
매사추세츠주 댄버스에 있는 1692년 마녀 재판 희생자들을 위한 추모비의 일부인 무죄 선언문

또한 엘리자베스 콜슨, 엘리자베스 하트, 토머스 패러 시니어, 로저 투스에이커, 세라 프록터(존과 엘리자베스 프록터의 딸), 세라 배셋(엘리자베스 프록터의 시누이), 수잔나 루츠, 메리 데리치(엘리자베스 프록터의 다른 시누이), 세라 피스, 엘리자베스 캐리, 마사 캐리어, 엘리자베스 포스딕, 윌모트 레드, 세라 라이스, 엘리자베스 하우, 존 올든 대위(존 올든과 프리실라 멀린스의 아들), 윌리엄 프록터(존과 엘리자베스 프록터의 아들), 존 플러드, 메리 투스에이커(로저 투스에이커의 아내이자 마사 캐리어의 자매)와 그의 딸 마거릿 투스에이커, 아서 애벗도 포함되었다. 5월 말 순회 재판소가 소집되었을 때, 구금된 사람들의 총수는 62명이었다.

코튼 매더는 1692년 5월 31일, 자신의 교회 신도인 판사 존 리처즈에게 편지를 써서 기소를 지지하면서도 다음과 같이 경고했다.
순수한 영적 증거에 그것이 감당할 수 있는 것 이상의 비중을 두지 마시오 [...] 악마들이 때때로 무고할 뿐만 아니라 매우 덕망 있는 사람들의 모습을 나타낸다는 것은 매우 확실합니다. 비록 나는 공정하신 하나님께서 그때 일반적으로 이렇게 학대받은 사람들이 신속하게 결백을 입증할 수 있는 방법을 마련하신다고 믿습니다.

### 정식 기소: 순회 재판소

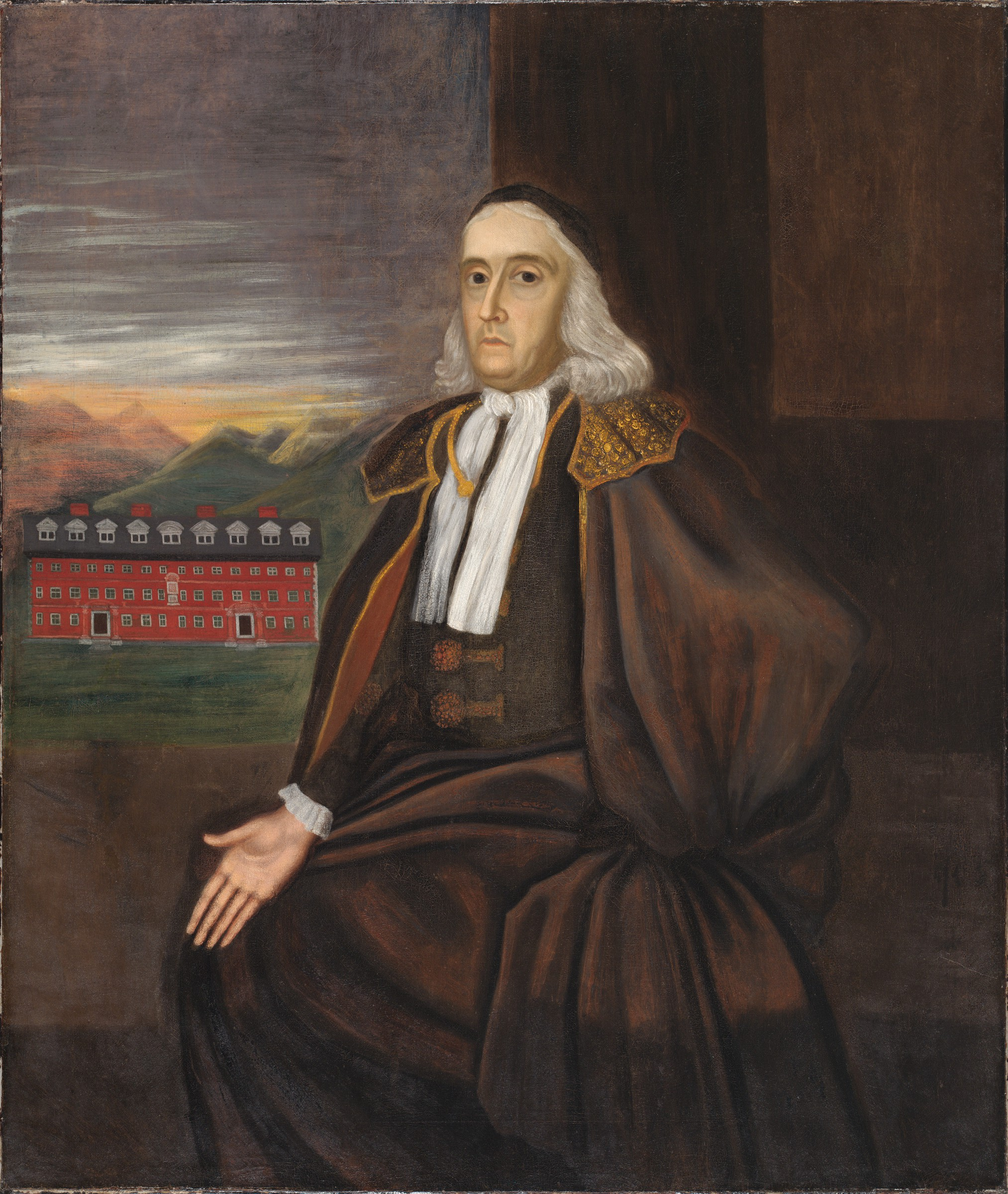
수석 치안 판사 윌리엄 스토턴

순회 재판소는 1692년 6월 2일 세일럼타운에서 소집되었다. 새로 부임한 윌리엄 스토턴 부총독이 수석 치안 판사를, 토머스 뉴턴이 왕실 검사를, 스티븐 수월이 서기를 맡았다. 브리짓 비숍의 사건이 대배심에 처음 회부되었고, 대배심은 그에 대한 모든 기소를 승인했다. 비숍은 청교도의 생활 방식을 따르지 않는다고 묘사되었는데, 청교도 규범에 어긋나는 검은 옷과 이상한 복장을 입었기 때문이었다. 재판 전 심문에서 비숍은 "두 군데가 어색하게 잘리거나 찢어진" 그의 외투에 대해 질문을 받았다.
이는 그의 "부도덕한" 생활 방식과 함께 배심원들에게 비숍이 마녀라는 확신을 주었다. 그는 같은 날 재판을 받고 유죄 판결을 받았다. 6월 3일, 대배심은 리베카 너스와 존 윌라드에 대한 기소를 승인했지만, 불분명한 이유로 그들은 즉시 재판을 받지 않았다. 비숍은 1692년 6월 10일 교수형으로 처형되었다.

이 처형 직후, 법원은 "당시 상황에 대해" 뉴잉글랜드의 가장 영향력 있는 목사들의 조언을 구하기 위해 20일간(6월 30일까지) 휴정했다. 그들의 집단적인 답변은 6월 15일자로 코튼 매더가 작성하여 다음과 같이 전달되었다.

1. 보이지 않는 세계로부터의 괴롭힘으로 고통받고 있는 우리의 불쌍한 이웃들의 고통받는 상태가 너무나 비통하여, 우리는 그들의 상황이 모든 사람들의 각자의 능력에 따른 최대한의 도움을 필요로 한다고 생각합니다.
2. 우리는 이 나라에서 저질러진 혐오스러운 위치크래프트를 적발하기 위한 우리의 존경하는 통치자들의 부지런하고 열심인 노력에 자비로우신 하나님께서 성공을 주신 것에 대해 모든 감사를 표하지 않을 수 없으며, 이러한 신비롭고 악의적인 사악함의 발견이 완성되기를 겸손히 기도합니다.
3. 우리는 이러한 그리고 모든 그러한 위치크래프트의 기소에 있어서 매우 비판적이고 정교한 주의가 필요하다고 판단합니다. 오직 악마의 권위로만 받아들여진 것들을 너무 쉽게 믿음으로써 비참한 결과의 긴 연쇄에 문이 열리고 사탄이 우리를 이용할 기회를 얻지 않도록 해야 합니다. 우리는 그의 책략을 모르지 말아야 합니다.
4. 위치크래프트에 대한 고발에서, 추정의 문제에 이르지 않는 조사의 문제가 있을 수 있고, 아직 유죄 확정의 문제가 되지 않을 수 있는 추정의 문제가 있을 수 있으므로, 고발된 사람들, 특히 이전에 흠 없는 평판을 가졌던 사람들에 대해 매우 신중하게 모든 절차를 진행하는 것이 필요합니다.
5. 위치크래프트의 정당한 의심을 받을 수 있는 사람들의 상황에 대한 첫 조사가 이루어질 때, 우리는 심문받는 사람들을 너무 성급하게 드러낼 수 있는 소음, 군중, 공개성을 가능한 한 적게 허용하기를 바랍니다. 또한 하나님의 백성들 사이에서 그 적법성이 의심될 수 있는 것을 용의자 심문의 시험으로 사용하지 않고, 퍼킨스와 버나드와 같은 현명한 저술가들이 [그러한 경우에] 제시한 지침을 따르기를 바랍니다.
6. 사람들이 구금될 수 있는 추정, 더욱이 사람들이 위치크래프트의 죄로 유죄 판결을 받을 수 있는 확신은, 분명히 단순히 피고인이 고통받는 사람들에게 유령의 모습으로 나타났다는 것보다 더 중요한 것이어야 합니다. 악마가 하나님의 허락으로 심지어 나쁜 목적으로도 무고하고 덕망 있는 사람의 모습으로 나타날 수 있다는 것은 의심의 여지가 없는 잘 알려진 사실이기 때문입니다. 우리는 또한 피고인의 시선이나 접촉으로 인한 피해자들의 변화를 죄의 확실한 증거로 여길 수 없으며, 이는 종종 악마의 속임수에 의해 악용될 수 있습니다.
7. 우리는 오직 악마들로부터만 그 모든 힘과 강도를 얻는 그러한 증언들을 불신함으로써 악마들에게 주어진 몇몇 주목할 만한 모욕이, 우리에게 시작된 끔찍한 재앙의 진행을, 그들에게 씌워진 큰 죄과로부터 아직 자유롭다고 우리가 희망하는 많은 사람들의 고발에서, 종결시키지 않을지 우리는 알지 못합니다.
8. 그럼에도 불구하고, 우리는 정부에 위치크래프트를 적발하기 위한 하나님의 법과 잉글랜드의 건전한 법령에 따라, 자신들을 해로운 존재로 만든 사람들에 대한 신속하고 강력한 기소를 겸손히 권고하지 않을 수 없습니다.

토머스 허친슨은 이 편지를 다음과 같이 요약했다. "이 조언의 첫 두 부분과 마지막 부분이 다른 모든 부분의 효력을 무력화했고, 기소는 이전보다 더 맹렬하게 진행되었다." (수년 후 《매그널리아》에서 이 편지를 재인쇄할 때 코튼 매더는 이 "첫 두 부분과 마지막" 부분을 생략했다.) 네이서니얼 솔튼스톨 소령은 6월 16일경 법원에서 사직했는데, 아마도 이 편지와 그것이 영적 증거의 채택을 명시적으로 금지하지 않은 것에 불만족했기 때문일 것이다. 업햄에 따르면, 솔튼스톨은 "처음부터 이 절차들을 비난할 분별력과 용기를 가진 당대 유일한 공인"이었다는 점에서 인정받을 만하다. (7장) 더 많은 사람들이 고발되고, 체포되어 심문을 받았지만, 이제는 순회 재판소의 판사가 된 전직 지역 치안 판사들인 존 호손, 조너선 코윈, 바솔로뮤 게드니에 의해 세일럼타운에서 진행되었다. 용의자 로저 투스에이커는 1692년 6월 16일 감옥에서 사망했다.

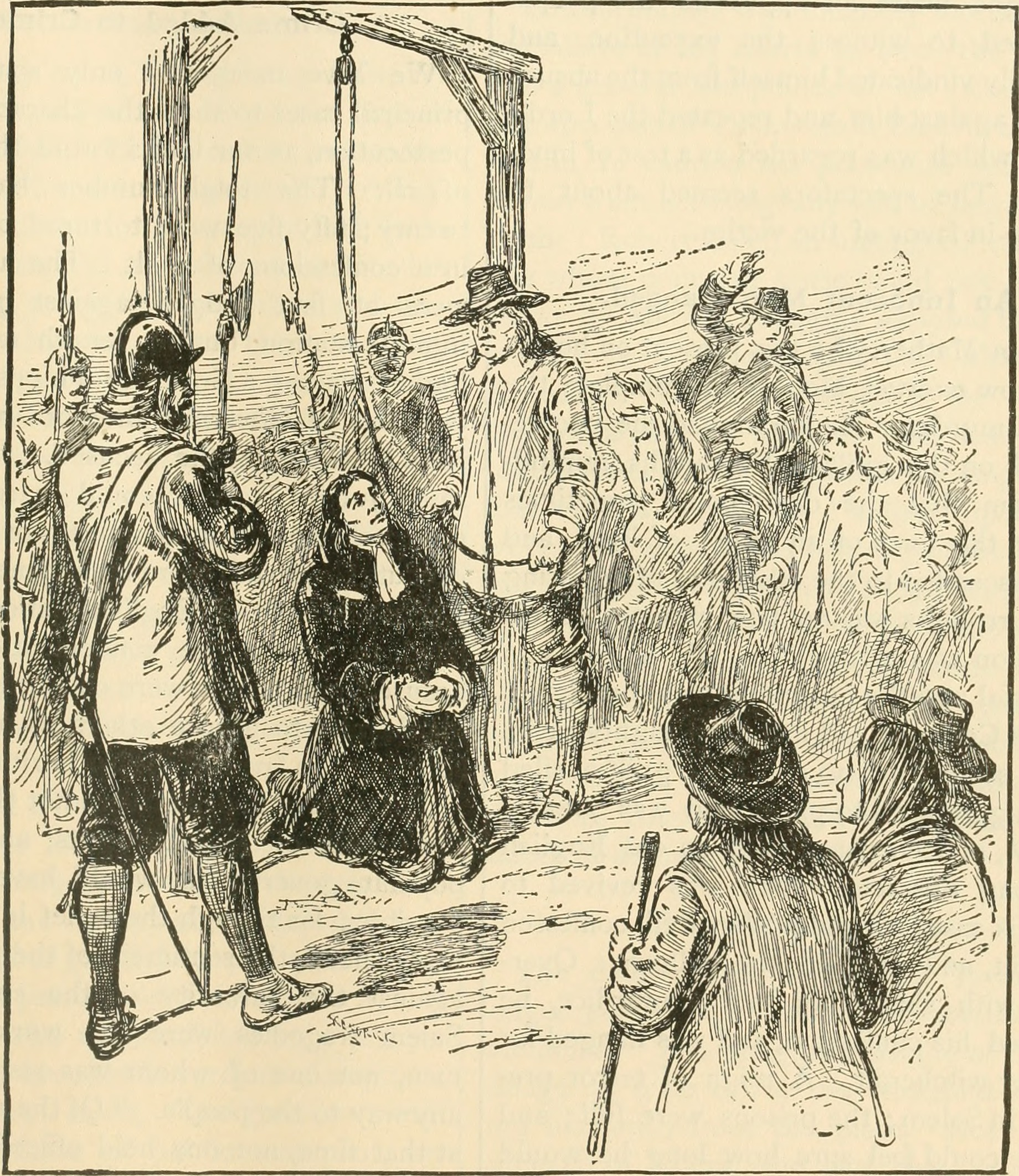
헨리 대번포트 노스롭이 1901년에 그린 조지 버로스의 처형 삽화

6월 30일부터 7월 초까지, 대배심은 세라 굿, 엘리자베스 하우, 수잔나 마틴, 엘리자베스 프록터, 존 프록터, 마사 캐리어, 세라 와일즈, 도커스 호어에 대한 기소를 승인했다. 세라 굿, 엘리자베스 하우, 수잔나 마틴, 세라 와일즈는 리베카 너스와 함께 이 시기에 재판을 받아 유죄 판결을 받았다. 다섯 여성 모두 1692년 7월 19일 교수형으로 처형되었다. 7월 중순, 앤도버의 경찰관은 세일럼빌리지의 고통받는 소녀들을 초대하여 자신의 아내를 괴롭히는 사람이 누구인지 알아보려 했다. 앤 포스터, 그의 딸 메리 레이시 시니어, 손녀 메리 레이시 주니어는 모두 자신들이 마녀라고 자백했다. 토머스 뉴턴이 뉴햄프셔에서 임명을 받아 떠나자 앤서니 체클리가 핍스 총독에 의해 왕실 검사로 임명되어 뉴턴을 대체했다.

8월에는 조지 버로스, 메리 이스티, 마사 코리, 조지 제이콥스 시니어가 대배심에 의해 기소되었다. 재판 배심원들은 마사 캐리어, 조지 제이콥스 시니어, 조지 버로스, 존 윌라드, 엘리자베스 프록터, 존 프록터에게 유죄를 선고했다. 엘리자베스 프록터는 임신 중이었기 때문에 임시로 집행이 유예되었다. 1692년 8월 19일, 마사 캐리어, 조지 제이콥스 시니어, 조지 버로스, 존 윌라드, 존 프록터가 처형되었다.
"버로스 씨는 다른 이들과 함께 수레에 실려 세일럼의 거리를 지나 처형장으로 향했다. 그가 사다리 위에 있을 때, 그는 자신의 무죄를 밝히는 연설을 했는데, 그 엄숙하고 진지한 표현들은 참석한 모든 이들의 경탄을 자아냈다. (주기도문을 암송하며 끝맺은) 그의 기도는 [마녀들은 암송할 수 없다고 여겨졌다] 매우 잘 표현되었고 침착함과 열정으로 가득 차 매우 감동적이어서 많은 이들의 눈물을 자아냈고, 구경꾼들이 처형을 막을 것처럼 보였다. 고발자들은 검은 사람[악마]이 서서 그에게 받아쓰게 했다고 말했다. 그가 [교수형으로] 처형되자마자, 말을 탄 코튼 매더가 사람들에게 연설을 했는데, 부분적으로는 그[버로스 씨]가 정식으로 서품받은 목사가 아니었다는 것을, 부분적으로는 악마가 종종 빛의 천사로 변신했다고 말하며 사람들에게 그의 죄를 확신시키려 했다. 이는 어느 정도 사람들을 진정시켰고 처형은 계속되었다. 그[버로스 씨]가 내려졌을 때, 그는 밧줄에 끌려 바위 사이의 약 2피트 깊이의 구덩이나 무덤으로 끌려갔다. 그의 셔츠와 반바지가 벗겨지고 처형된 어떤 이의 낡은 바지가 그의 하체에 입혀졌다. 그는 윌라드와 캐리어와 함께 그렇게 묻혔는데, 그의 한 손과 턱, 그리고 그들 중 한 명의 발이 덮이지 않은 채로 남겨졌다."

— 로버트 캘리프, 《보이지 않는 세계의 더 많은 경이로움》

### 1692년 9월

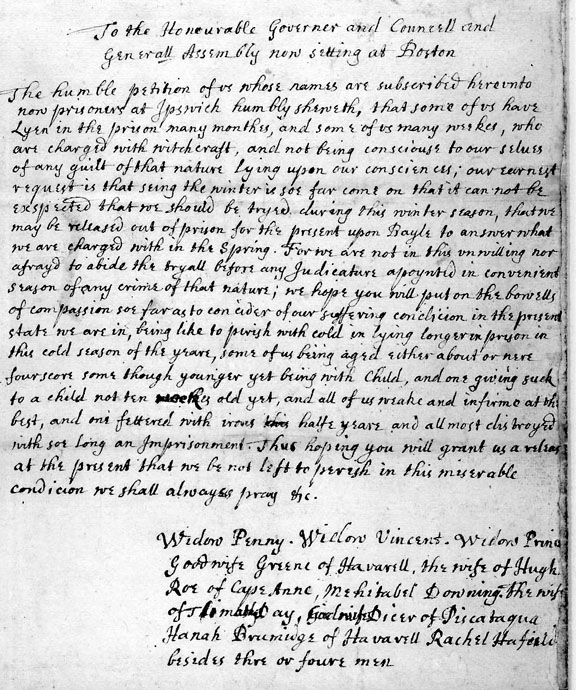
1692년 입스위치 출신 11명의 피고인에 대한 보석 청원서

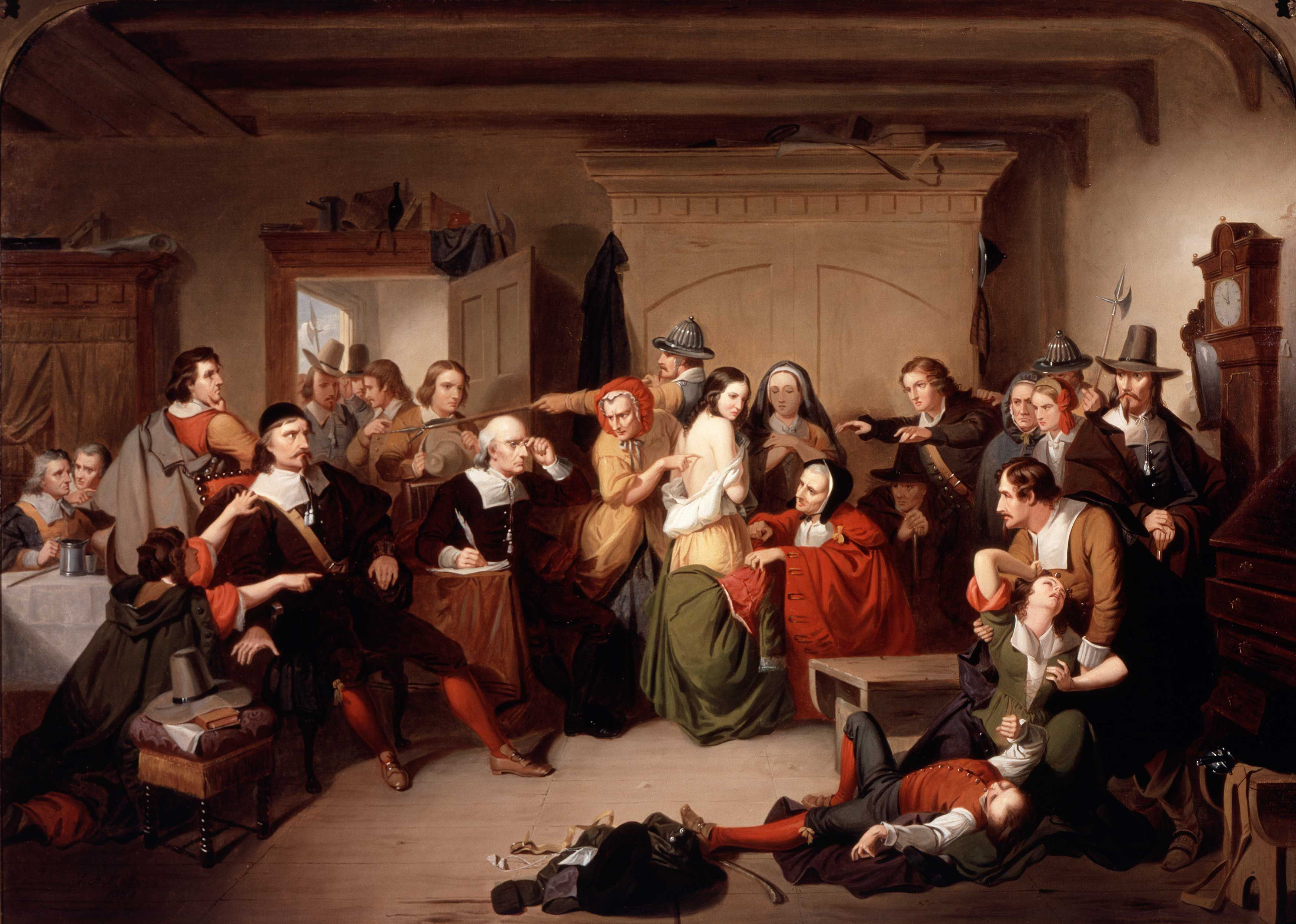
세일럼 재판에서 영감을 받은 T. H. 매티슨의 《마녀 심문》(1853년)

9월에 대배심은 18명을 추가로 기소했다. 대배심은 윌리엄 프록터에 대한 기소를 기각했으나, 그는 새로운 혐의로 재체포되었다. 1692년 9월 19일, 자일스 코리는 재판에서 답변을 거부했고, 답변을 강요하기 위해 점점 더 무거운 돌을 올려놓아 압박하는 고문 방식인 '페인 포르트 에 뒤르'(가혹 고문)로 사망했다. 4명이 유죄를 인정했고 다른 11명은 재판을 받아 유죄 판결을 받았다.
9월 20일, 코튼 매더는 스티븐 수월에게 편지를 썼다. "제가 지옥의 적에 맞서 기준을 세우는 데 더 잘 도움이 될 수 있도록, 유죄 판결을 받은 주요 마녀들 중 6명, 혹은 원하신다면 12명의 재판에서 제시된 증거에 대한 서술을 요청합니다." 1692년 9월 22일, 8명이 추가로 처형되었다. "처형 후 노이스 씨는 시신들을 향해 '저기 지옥의 불쏘시개 8개가 걸려있는 것을 보니 얼마나 슬픈 일인가'라고 말했다."
도커스 호어는 여러 목사들의 지지를 받아 마녀임을 고백하기 위한 임시 유예를 받았다. 77세의 메리 브래드버리는 가족과 친구들의 도움으로 도주에 성공했다. 애비게일 포크너 시니어는 임신 중이어서 임시 유예를 받았다(당시의 일부 보고서들은 애비게일의 유예가 나중에 기소 중지가 되었다고 전한다).

매더는 재판에 대한 자신의 기록인 《보이지 않는 세계의 경이로움》을 신속히 완성했고, 기록은 10월 초 메인주에서의 전투를 마치고 돌아온 핍스에게 전달되었다. 버는 핍스의 편지와 매더의 원고가 "10월 중순 같은 배로 런던에 갔을 것"이라고 말한다.
나는 이로써 선언하노니 내가 전투에서 돌아와 [...] 고통받는 자들의 증거만으로 그들의 무고한 신민들 중 일부가 체포되거나 재판받을 위험에 처할 수 있다는 것을 알게 되자, 누구든 나에게 이에 대해 요청하기도 전에 법원의 절차를 중단시켰으며, 이제 그들의 폐하들의 뜻이 알려질 때까지 중단된 상태이다.

— 핍스 총독, 보스턴, 1692년 10월 12일
10월 29일, 수월 판사는 다음과 같이 적었다: "순회 재판소는 이로써 해산된 것으로 간주하며 [...] 순회 재판소가 계속 열려야 하는지 물었을 때, 그 중단으로 인한 불편함에 대한 약간의 우려를 표명하자, 총독은 반드시 중단되어야 한다고 말했다." 아마도 우연의 일치겠지만, 핍스 총독의 부인인 메리 핍스 부인도 이 무렵 "지목된" 사람들 중 하나였다. 핍스의 명령 이후로는 더 이상의 처형이 없었다.

### 상급 재판소, 1693년
1693년 1월, 새로운 상급 재판소, 순회 재판소와 일반 교도소 인도 법원이 에식스군의 세일럼에서 개정되었다. 윌리엄 스토턴이 다시 수석 판사를 맡았고, 앤서니 체클리가 계속해서 검찰총장직을, 조너선 일레이슨이 법원 서기직을 수행했다. 이전 법원과는 달리, 이 법원은 유죄 입증의 증거로 "영적 증거"를 허용하지 않았다.
1693년 1월에 처음 심리된 다섯 건의 사건은 9월에 기소되었으나 재판을 받지 못했던 다섯 명의 사건이었다. 세라 버클리, 마거릿 제이콥스, 리베카 제이콥스, 메리 위트리지(또는 위서리지), 잡 투키가 그들이었다. 모두 무죄 판결을 받았다. 구금된 많은 이들에 대해 대배심이 열렸다. 다수의 혐의가 기각되었으나, 16명이 추가로 기소되어 재판을 받았고, 그중 세 명이 유죄 판결을 받았다. 엘리자베스 존슨 주니어, 사라 워드웰, 메리 포스트가 그들이었다.
스토턴이 이들 세 명과 이전 법원에서 남아있던 이들에 대한 처형 영장을 작성했을 때, 핍스 총독이 사면을 내려 그들의 목숨을 구했다. 1월 말/2월 초, 법원은 미들섹스군의 찰스타운에서 다시 개정되어 대배심을 열고 다섯 명을 재판했다. 세라 콜(린 출신), 리디아 더스틴과 세라 더스틴, 메리 테일러, 메리 투스테이커였다. 모두 무죄 판결을 받았으나 교도소 비용을 지불할 때까지 석방되지 못했다. 리디아 더스틴은 1693년 3월 10일 교도소에서 사망했다.
4월 말, 법원은 서폭군의 보스턴에서 개정되어 존 올든 대위를 선언으로 무죄 방면했다. 법원은 하녀 메리 워트킨스가 자신의 여주인을 거짓으로 마녀로 고발한 혐의를 심리했다. 5월에 법원은 에식스군의 입스위치에서 개정되어 다양한 대배심을 열었다. 다섯 명을 제외한 모든 이에 대한 혐의를 기각했다. 수잔나 포스트, 유니스 프라이, 메리 브리지스 주니어, 메리 바커, 윌리엄 바커 주니어가 모두 재판에서 무죄 판결을 받았고, 이로써 일련의 재판과 처형이 마침내 종료되었다.

## 법적 절차

### 개요
누군가가 손실이나 질병, 사망이 위치크래프트에 의해 발생했다고 결론을 내리면, 고발자는 지역 치안 판사에게 혐의가 있는 마녀에 대한 고소장을 제출했다. 고소가 신빙성이 있다고 판단되면, 치안 판사들은 그 사람을 체포하여 공개 심문에 회부했다. 이 심문은 본질적으로 치안 판사들이 피고인에게 자백을 강요하는 심문이었다.
지역 단위의 치안 판사들이 고소가 타당하다고 판단하면, 죄수는 상급 법원에서 처리되도록 이송되었다. 1692년에 치안 판사들은 이러한 사건들을 처리할 순회 재판소를 설립할 새로운 헌장과 총독이 도착할 때까지 기다리기로 했다. 상급 법원 단계의 다음 절차는 대배심 앞에 증인들을 소환하는 것이었다.
한 사람은 위치크래프트로 해를 끼쳤다는 혐의나 악마와 불법적 계약을 맺었다는 혐의로 기소될 수 있었다. 일단 기소되면, 피고인은 재판을 받게 되었는데, 때로는 같은 날 재판이 진행되기도 했다. 6월 2일에 최초로 기소되어 재판받은 브리젯 비숍의 경우가 그러했고, 그는 8일 후인 1692년 6월 10일에 처형되었다.
처형은 네 차례 있었다. 1692년 6월 10일에 한 명이 처형되었고, 1692년 7월 19일에 다섯 명이 처형되었으며(세라 굿, 리베카 너스, 수잔나 마틴, 엘리자베스 하우, 세라 와일즈), 1692년 8월 19일에 다섯 명이 처형되었고(마사 캐리어, 존 윌러드, 조지 버로스, 조지 제이콥스 시니어, 존 프록터), 1692년 9월 22일에 여덟 명이 처형되었다(메리 이스티, 마사 코리, 앤 퓨디에이터, 새뮤얼 워드웰, 메리 파커, 앨리스 파커, 윌모트 레드, 마거릿 스콧).
엘리자베스(배셋) 프록터와 애비게일 포크너를 포함한 몇몇은 유죄 판결을 받았으나 임신 중이어서 일시적 집행유예를 받았다. 1692년에 다른 다섯 명의 여성들도 유죄 판결을 받았으나, 사형 선고는 집행되지 않았다. 메리 브래드버리(궐석), 앤 포스터(후에 감옥에서 사망), 메리 레이시 시니어(포스터의 딸), 도커스 호어, 애비게일 홉스가 그들이었다.

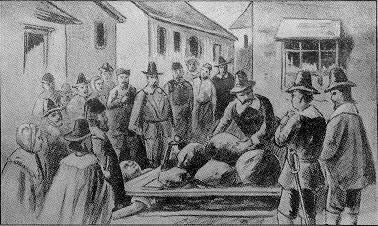
자일스 코리는 1690년대 세일럼 마녀 재판에서 강제로 답변을 받아내려는 시도 중에 압살당했다.

세일럼의 남동쪽 끝(세일럼팜스라고 불림)에서 온 81세의 농부 자일스 코리는 9월에 재판을 받으러 왔을 때 답변을 거부했다. 판사들은 '페이네 포르테 에 뒤르'(가혹 고문)라는 고풍스러운 형태의 처벌을 적용했는데, 이 고문은 그가 더 이상 숨을 쉴 수 없을 때까지 그의 가슴에 돌을 쌓아올리는 것이었다. 페이네 포르테 에 뒤르를 이틀 동안 견딘 후, 코리는 답변을 하지 않은 채 사망했다. 그의 답변 거부는 보통 왕실에 의한 재산 몰수를 막기 위한 방법으로 설명되지만, 역사학자 채드윅 핸슨에 따르면, 코리의 재산 대부분은 이미 압수되었고, 그는 감옥에서 유언장을 작성했다고 한다. "그의 죽음은 법원의 방식에 대한 항의였다". 당시 재판을 비판했던 로버트 칼레프는 이렇게 적었다. "자일스 코리는 그의 기소에 대해 무죄를 주장했지만, 배심원단의 재판을 받으려 하지 않았다(그들은 재판에서 아무도 무죄 방면하지 않았다). 그는 자신에게 불리한 증인들이 동일할 것을 알았기에, 차라리 그들이 그에게 가할 어떤 죽음이든 감내하기로 선택했다."
유죄 판결을 받은 마녀로서, 리베카 너스와 마사 코리는 교회에서 파문되어 적절한 매장을 거부당했다. 피고인들의 시신이 나무에서 잘려 내려지자마자, 그들은 얕은 무덤에 던져졌고, 군중들은 흩어졌다. 구전에 따르면 사망자들의 가족들이 어둠 속에서 시신들을 되찾아 가족 소유지에 무표식 묘지로 매장했다고 한다. 당시의 기록부에는 처형된 이들의 사망 기록이 전혀 나타나있지 않다.

### 영적 증거

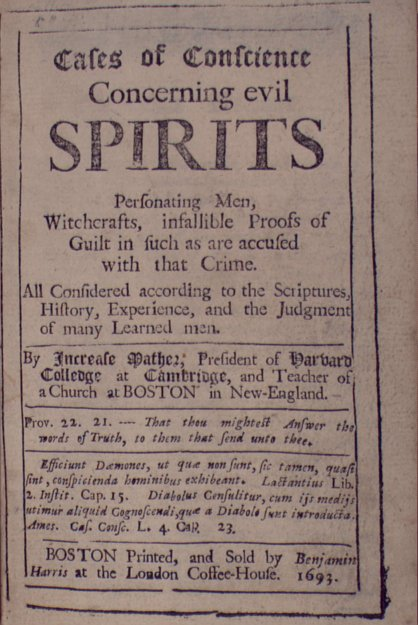
인크리스 매더의 《양심의 사례들》(보스턴, 1693) 표지

피고인들에 대한 증거의 상당 부분(전부는 아님)은 영적 증거였다. 영적 증거는 자신을 괴롭히고 있다고 주장하는 사람의 유령이나 형체를 보았다고 주장하는 피해자들의 증언이었다. 이 증거의 사용에 대해 발생한 신학적 논쟁은 악마가 어떤 사람의 형체를 사용하여 다른 이를 괴롭히려면 그 당사자의 허락이 필요한지 여부에 기초했다. 반대자들은 악마가 누구의 형체든 허락 없이 사용하여 사람들을 괴롭힐 수 있다고 주장했지만, 법원은 악마가 그 사람의 허락 없이는 그의 형체를 사용할 수 없다고 주장했다. 따라서 피해자들이 특정인의 유령을 보았다고 주장할 때, 이것은 피고인이 악마와 공모했다는 증거로 받아들여졌다.
코튼 매더의 《보이지 않는 세계의 경이로움》은 법원이 재판을 얼마나 신중하게 관리했는지 보여주기 위한 목적으로 쓰였다. 안타깝게도 이 저작은 재판이 이미 끝난 후에야 출간되었다. 이 책에서 매더는 영적 증거가 추정적이며 그것만으로는 유죄 판결을 내리기에 충분하지 않다고 생각한다고 설명했다. 코튼 매더를 강력히 비판했던 로버트 칼레프는 자신의 책 《보이지 않는 세계의 더 많은 경이로움》에서 티투바와 도커스 굿의 사례처럼, 자백을 함으로써 피고인이 재판에 회부되지 않을 수 있었다고 진술했다.
인크리스 매더와 다른 목사들은 "자문을 구한 여러 목사들의 회신"이라는 서한을 법원에 보내, 치안 판사들에게 영적 증거만으로는 유죄 판결을 내리지 말 것을 촉구했다. 법원은 후에 영적 증거를 증거능력이 없는 것으로 판결했고, 이 판결은 유죄 판결률의 극적인 감소를 가져왔으며 재판의 종결을 앞당겼을 수 있다. 이 서한의 사본은 1693년에 출간된 인크리스 매더의 《양심의 사례들》에 수록되었다. 1662년 베리 세인트 에드먼즈 마녀 재판과 관련된 출판물인 《마녀들의 재판》은 세일럼의 치안 판사들이 영적 증거를 허용하는 선례를 찾을 때 사용되었다. 법률가 매슈 헤일 경이 저명한 철학자이자 의사, 작가인 토머스 브라운의 지지를 받아 이 증거를 베리 세인트 에드먼즈 마녀 재판과 로스토프트의 두 여성에 대한 고발에서 허용했기 때문에, 식민지 치안 판사들 역시 그 타당성을 인정하여 재판을 진행했다.

### 마녀 과자

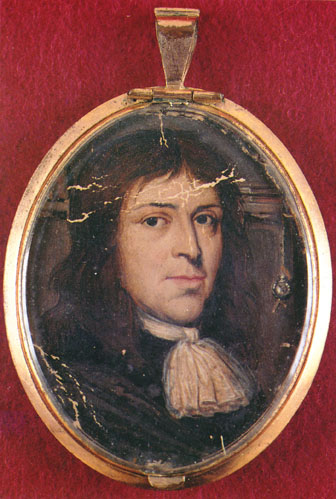
새뮤얼 패리스 목사

1692년 3월 27일 패리스가 《세일럼빌리지 교회 기록》(Records of the Salem-Village Church)에 기록한 바에 따르면, 교회 신도이자 패리스 목사의 가까운 이웃인 메리 시블리(메리 월콧의 이모)가 패리스의 노예인 존 인디언에게 '마녀 과자'를 만들도록 지시했다. 이 과자는 악령을 물리치기 위한 미신적 시도였을 수 있다. 디오닷 로슨이 작성했다고 전해지는("디오닷 로슨이 수집한") 기록에 따르면, 이 지시는 3월 8일경에 일어났는데, 최초의 고소가 이루어지고 세 여성이 체포된 지 1주일 이상이 지난 시점이었다. 로슨의 기록은 이 과자를 "위치크래프트를 밝혀내는 수단"이라고 설명하며, 호밀가루와 피해 여성들의 소변으로 만들어져 개에게 먹였다는 등의 세부사항을 제공한다.
교회 기록에서 패리스는 1692년 3월 25일에 시블리와 그녀의 "중대한 과오"에 대해 개인적으로 대화를 나누었고 그녀의 "슬픈 고백"을 받아들였다고 설명한다. 3월 27일 주요 설교가 끝나고 전체 회중이 해산한 후, 패리스는 서약 교인들에게 이 문제를 언급하며 전체 회중에게 "악마를 물리치기 위해 악마에게 도움을 구하는 것"을 경계하도록 훈계했다. 그는 자신의 가정에서 시작된 "재앙들"이 "우리의 자매 메리 시블리의 지시로 우리 인디언 하인이 과자를 만드는 악마적 수단이 사용되기 전까지는 상당한 수준으로 발전하지 않았다"고 진술했다. 이 진술은 3월 8일경으로 시기를 잡은 로슨의 기록과 일치하지 않는 것으로 보인다. 최초의 고소는 2월 29일에 있었고 최초의 체포는 3월 1일에 있었다.

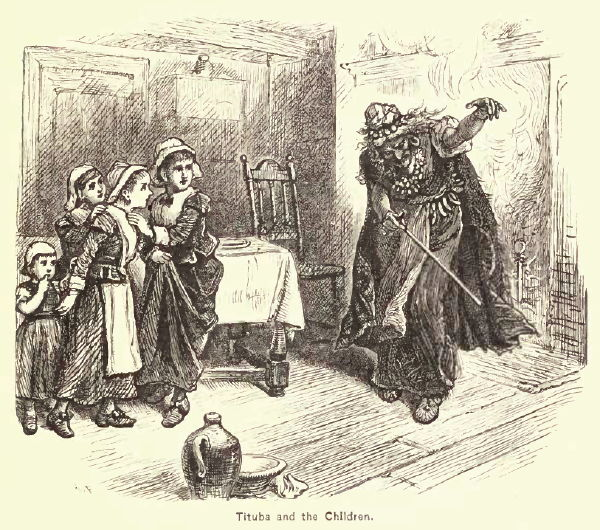
윌리엄 컬런 브라이언트의 《미국의 대중 역사》 제2권(1878년)에 실린 알프레드 프레더릭스의 19세기 작품 "티투바와 아이들"

전통적으로, 피해를 입었다고 주장하는 소녀들은 패리스의 노예 티투바에 의해 즐거움을 얻었다고 한다. 19세기의 찰스 W. 업햄으로부터 시작된 다양한 2차 자료들은 일반적으로 소녀들이 티투바의 도움을 받아 점을 쳐보려 했다고 전한다. 그들은 달걀 흰자와 거울을 사용하여 원시적인 수정구를 만들어 미래 배우자의 직업을 점쳤고, 한 소녀가 관의 형체를 보았다고 하자 서로를 놀라게 했다. 이 이야기는 존 헤일의 재판에 관한 책에서 나온 것이지만, 그의 기록에 따르면 소녀들 집단이 아닌 단 한 명의 소녀만이 나중에 자신이 한 번 이를 시도했다고 그에게 고백했다고 한다. 헤일은 티투바가 여기에 어떤 역할을 했다는 언급도 하지 않았고, 사건이 일어난 시기도 밝히지 않았다. 하지만 티투바의 재판 전 심문 기록을 보면, 그가 법정에서 "보이지 않는 세계에 사는 생물들"과 "그들을 사탄의 봉사자로 묶어주는 어둠의 의식들"에 대해 이야기하며 열정적으로 자백했고, 굿과 오스본을 연루시키면서 "식민지의 많은 다른 사람들이 베이를 대적하는 악마의 음모에 가담했다"고 주장했다.
티투바의 인종은 후대의 기록에서 종종 카리브-인디언이나 아프리카계로 묘사되었지만, 당대의 자료들은 그를 단지 "인디언"으로만 묘사했다. 일레인 브레슬로의 연구에 따르면 티투바는 현재의 베네수엘라 지역에서 포획되어 바베이도스로 끌려왔을 수 있으며, 따라서 아라와크 인디언이었을 수 있다고 한다. 18세기에 매사추세츠만 식민지의 역사를 쓴 토머스 허친슨 총독과 같은 조금 후대의 기록들은 그를 "스페인계 인디언"으로 묘사했다. 당시에 이 표현은 일반적으로 캐롤라이나/조지아/플로리다 출신의 아메리카 원주민을 의미했다.

### 접촉 실험
1692년 9월 앤도버에서 예비 심문 중에 시행된 '접촉 실험'은 유출설에 대한 믿음이 가장 악명 높게 적용된 사례였다. 패리스는 자신의 교인들에게 이러한 심문을 명시적으로 경고했다. 만약 발작을 일으키고 있는 피해자를 피고인 마녀가 만졌을 때 발작이 멈추면, 피고인이 피해자를 괴롭힌 장본인이라는 의미라고 관찰자들은 믿었다. 피고인들 중 몇 명이 후에 다음과 같이 진술했다.
우리는 눈을 가려졌고, 우리의 손이 피해자들 위에 놓였는데, 그들은 발작 중이었으며 그들이 말하기를 우리가 그들 앞에 왔을 때 발작이 일어났다고 했다. 몇 사람이 우리를 이끌어 우리의 손을 그들 위에 올려놓았고, 그러자 그들은 자신들이 나았으며 우리가 그들을 괴롭힌 죄가 있다고 말했다. 이에 우리는 모두 치안 판사의 영장으로 체포되어 즉시 세일럼으로 끌려갔다.
존 헤일 목사는 이것이 어떻게 작동한다고 여겨졌는지 설명했다. "마녀가 눈길을 던져 해로운 독기를 마법에 걸린 자에게 보내 발작을 일으키게 하므로, 손으로 접촉하면 공감의 법칙에 의해 그 독기가 다시 마녀의 몸으로 돌아가게 된다."

### 기타 증거
다른 증거들로는 피고인의 자백, 다른 이들을 마녀로 지목한 자백한 마녀의 증언, 피고인의 소지품이나 집에서 발견된 '포핏'(인형), 손금 및 점성술 서적이나 연고 단지, 그리고 피고인의 몸에서 관찰된 이른바 '마녀의 젖꼭지' 등이 있었다. 마녀의 젖꼭지는 몸 어딘가에 있는 촉감이 없는 점이나 흠집을 일컬었으며, 이러한 무감각 부위의 발견은 위치크래프트를 입증하는 당연한 증거로 여겨졌다.

## 1차 자료와 초기 논의
매사추세츠 베이 식민지 전역의 청교도 목사들은 재판에 대단한 관심을 보였다. 여러 목사가 재판에 대한 정보를 수집하기 위해 세일럼을 방문했다. 재판을 직접 목격하고 기록을 수집한 후, 이 목사들은 1692년부터 재판에 대한 다양한 의견을 제시했다.
세일럼빌리지의 전직 목사였던 디오닷 로슨은 1692년 3월과 4월에 세일럼빌리지를 방문했다. 그 결과물인 《세일럼빌리지에서 위치크래프트에 의해 고통받은 여러 사람들과 관련된 주목할 만한 사건들의 간략하고 진실된 이야기: 1692년 3월 19일부터 4월 5일까지 일어난 일》(A Brief and True Narrative of Some Remarkable Passages Relating to Sundry Persons Afflicted by Witchcraft, at Salem Village: Which happened from the Nineteenth of March, to the Fifth of April 1692)이라는 출판물은 재판이 진행되는 동안 발간되었으며, 피고인들을 유죄로 판결하기 위한 증거를 다루었다. 로슨과 동시에, 보스턴의 침례교 목사 윌리엄 밀번은 1692년 6월 초에 법원의 영적 증거 사용에 이의를 제기하며 공개적으로 총회에 청원했다. 밀번은 "해당 중상문서를 계획, 작성 및 출판한 혐의"로 200파운드(현재 가치로 39,548파운드 또는 약 42,000달러)의 보석금을 내거나 체포되어야 했다.

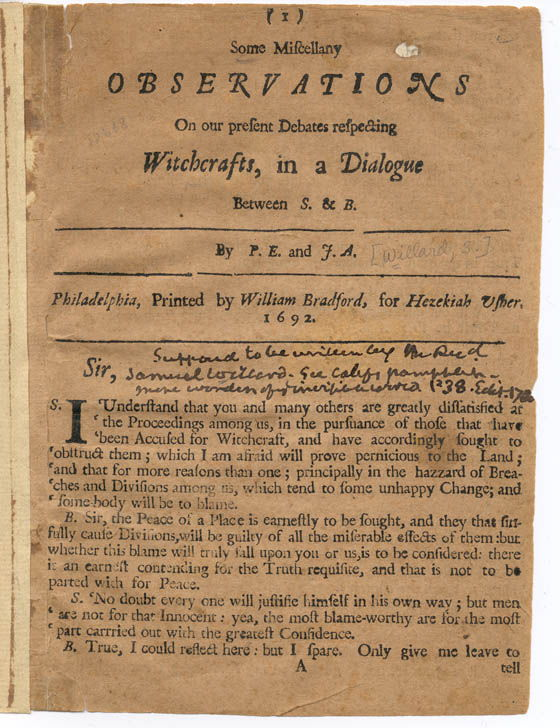
새뮤얼 윌러드의 것으로 여겨지는 "위치크래프트에 관한 우리의 현재 논쟁에 대한 몇 가지 잡다한 관찰, S와 B의 대화" 첫 페이지

재판에 대한 가장 유명한 1차 자료는 코튼 매더의 《보이지 않는 세계의 경이로움: 최근 뉴잉글랜드에서 처형된 여러 마녀들의 재판에 대한 기록》으로, 1692년 10월에 인쇄되었다. 이 문헌은 출간까지 우여곡절을 겪었다. 처음에는 재판을 홍보하고 매더의 지도력을 승리적으로 기념하기 위해 구상되었으나, 영적 증거에 대한 의심이 커지기 시작하자 매더는 텍스트를 다시 쓰고 개인적 관여를 부인해야 했다. 그럼에도 불구하고, 이 책은 수석 치안 판사 윌리엄 스토턴의 추천서를 붙여 보스턴과 런던에서 모두 출간되었다. 이 책에는 다섯 건의 재판 기록이 포함되어 있었는데, 상당 부분이 법원 서기 스티븐 수월이 매더에게 제공한 법정 기록에서 직접 복사한 것이었다.

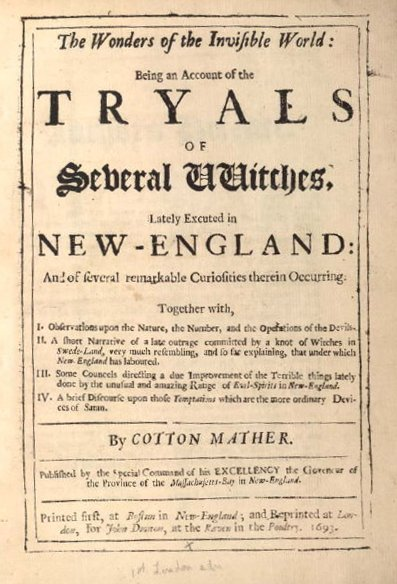
코튼 매더의 《보이지 않는 세계의 경이로움》(런던, 1693년) 표지

코튼 매더의 아버지인 인크리스 매더는 《경이로움》과 동시에 《악령에 관한 양심의 사례들》을 완성하여 1692년 11월에 출간했다. 이 책은 영적 증거에 대해 커져가는 의심을 신중하게 인정하면서도, 코튼의 다시 쓰여진 윤색된 텍스트의 정확성은 유지하려는 의도였다. 아들처럼 인크리스도 자신의 개인적 관여를 최소화했지만, 영적 증거를 지지하는 8월의 세일럼 법원 청원서 전문을 포함시켰다. 《양심의 사례들》의 사과하는 듯한 어조로 보아 도덕적 공황이 수그러들었다고 판단한 토머스 브래틀은 공개서한에서 노골적으로 풍자적인 어조로 세일럼의 "미신"과 인크리스의 아들 변호를 직접적으로 조롱했다.
보스턴 제3교회의 목사 새뮤얼 윌러드는 한때 재판과 영적 증거를 강력히 지지했으나, 매더 부자가 반대 의견을 억누르자 점점 우려하게 되었다. 자신의 반대 의견을 숨기기 위해 익명으로 글을 쓰면서, 그는 "위치크래프트에 관한 우리의 현재 논쟁에 대한 몇 가지 잡다한 관찰, S와 B의 대화"(Some Miscellany Observations On our present Debates respecting Witchcrafts, in a Dialogue Between S. & B)라는 짧은 소책자를 출간했다. 저자는 "P. E.와 J. A."(필립 잉글리시와 존 올든)로 표기되었지만, 이 작품은 일반적으로 윌러드의 것으로 여겨진다. 이 작품에서 S(세일럼)와 B(보스턴)라는 두 인물이 재판 진행 방식에 대해 논의하는데, "B"는 피해자들과 자백자들의 증언 사용에 대해 신중할 것을 촉구하며 "그들로부터 나오는 것은 무엇이든 의심스러우며, 그들을 너무 많이 이용하거나 신뢰하는 것은 위험하다"고 말한다. 이 책은 출판지를 필라델피아로 표기했지만, 보스턴에서 비밀리에 인쇄된 것으로 여겨진다.

## 여파와 종결
재판의 마지막이 1693년 5월에 열렸지만, 이 사건들에 대한 대중의 반응은 계속되었다. 재판 이후 수십 년 동안, 생존자들과 그 가족들(그리고 그들을 지지하는 이들)은 유죄 판결을 받은 이들의 무죄를 입증하고 보상을 받으려 노력했다. 이후 수세기 동안, 부당하게 고발되고 유죄 판결을 받은 이들의 후손들은 그들의 기억을 기리고자 했다. 1992년 세일럼과 댄버스에서 열린 행사들은 이 재판들을 기념하는 데 사용되었다. 재판 300주년 기념 행사가 있고 수년이 지난 2001년 11월, 매사추세츠주 의회는 유죄 판결을 받은 모든 이들의 무죄를 선언하고 그 무고한 이들의 이름을 각각 거명하는 법안을 통과시켰다. 단, 엘리자베스 존슨은 예외였는데, 이 이례적인 사실을 발견한 학생들의 압박으로 인해 2022년 5월 26일에 매사추세츠주 상원에 의해 마지막으로 무죄가 선고되었다. 이 재판들은 미국 문화의 한 부분이 되었으며 수많은 예술, 문학, 영화 작품에서 탐구되었다.

### 몰수 재산의 반환과 생존자들에 대한 보상

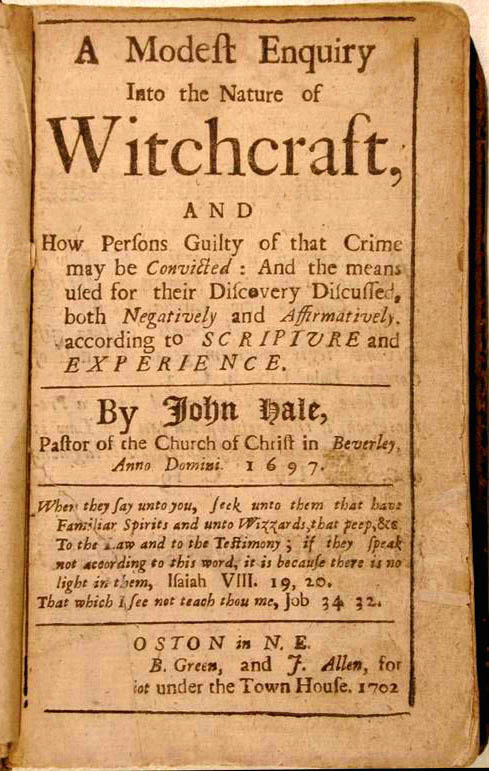
존 헤일의 《위치크래프트의 본질에 대한 겸허한 탐구》(보스턴, 1702년) 표지

공적 정의에 대한 요구가 끝나지 않았다는 첫 징후는 1695년에 나타났다. 저명한 퀘이커교도 토머스 모울이 자신의 책 《진리는 제시되고 유지된다》(Truth Held Forth and Maintained)의 29장에서 청교도 지도자들의 재판 처리를 공개적으로 비판했다. 그는 인크리스 매더의 말을 확장하여 "마녀가 아닌 사람을 마녀로 처형하느니, 차라리 백 명의 마녀가 사는 편이 낫다"고 말했다. 이 책을 출판한 대가로 모울은 12개월간 투옥되었다가 재판에서 무죄 판결을 받았다.

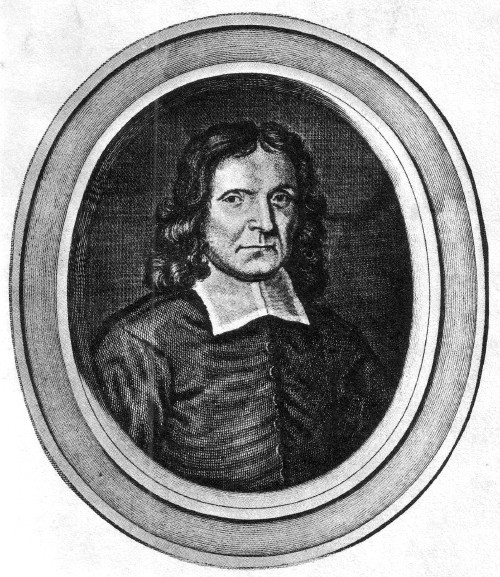
새뮤얼 윌러드 목사

1696년 12월 17일, 총회는 1697년 1월 14일을 금식일로 정하고 "사탄과 그의 도구들에 의해 우리 가운데 일어난 최근의 비극"을 언급했다. 그날, 새뮤얼 수월은 새뮤얼 윌러드 목사에게 보스턴 남부 교회 회중 앞에서 자신의 사과문을 읽어줄 것을 요청했는데, "세일럼의 최근 순회 재판 위원회"의 "책임과 수치"를 인정하기 위한 것이었다. 토머스 피스크와 다른 11명의 재판 배심원들도 용서를 구했다.
1693년부터 1697년까지, 보스턴의 "직조공"이자 옷감 상인이었던 로버트 칼레프는 서신, 법정 기록과 청원서, 그리고 재판에 대한 다른 기록들을 수집했고, 코튼 매더의 《보이지 않는 세계의 경이로움》의 일부와 대조하여 《보이지 않는 세계의 더 많은 경이로움》이라는 제목으로 엮었다.
칼레프는 보스턴에서 출판할 수 없었고 런던으로 가져가야 했으며, 그곳에서 1700년에 출판되었다. 재판 연구자들인 허친슨, 업햄, 버, 심지어 풀도 칼레프가 편집한 문서들에 의존했다. 많은 재판 절차에 참석했던 베벌리의 목사 존 헤일은 1697년에 《위치크래프트의 본질에 대한 겸허한 탐구》를 완성했는데, 책은 그의 사후인 1702년에야 출간되었으며, 아마도 칼레프의 책에 대한 반응으로 보인다. 헤일은 취해진 조치들에 대해 유감을 표하며 이렇게 인정했다. "그 시절의 암흑과 피해자들의 고통과 비탄, 그리고 이전 판례들의 힘으로 인해 우리는 구름 속을 걸었고, 우리의 길을 볼 수 없었다."
1700년부터 1703년 사이에 여러 청원서가 매사추세츠 정부에 제출되어 유죄 판결의 공식적 번복을 요구했다. 유죄 판결을 받은 이들은 법적으로 죽은 것으로 간주되었고, 유죄 판결이 여전히 기록에 남아있었기 때문에 처형되지 않은 이들은 추가 고발의 위험에 노출되어 있었다. 총회는 처음에 청원서를 제출한 이들에 대해서만 재산 몰수를 번복했는데, 유죄 판결을 받았으나 처형되지 않은 세 사람, 애비게일 포크너 시니어, 엘리자베스 프록터, 세라 워드웰 뿐이었다. 1703년에 또 다른 청원서가 제출되었는데, 부당하게 고발된 이들을 위한 더 공평한 해결을 요구하는 것이었다. 하지만 총회가 이 제안에 대해 조치를 취한 것은 1709년에 추가 요청을 받은 후였다. 1709년 5월, 위치크래프트 혐의로 유죄 판결을 받았거나 친척이 유죄 판결을 받은 22명이 정부에 청원서를 제출하여 재산 몰수 번복과 재정적 손실에 대한 보상을 요구했다.

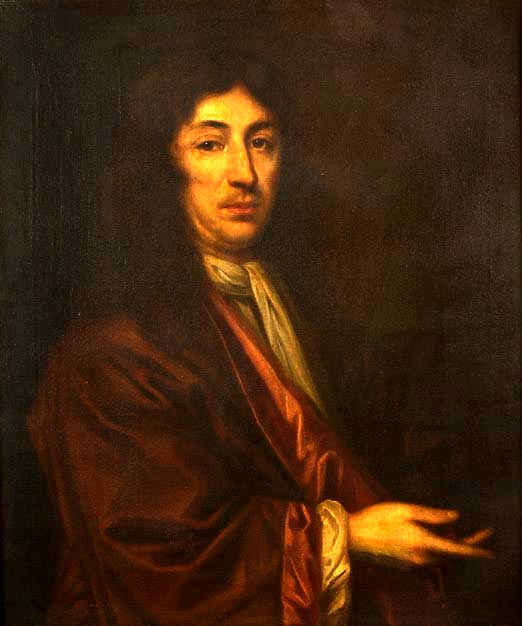
매사추세츠 총독 조지프 더들리

세일럼빌리지 교회 내에서도 참회의 기운이 뚜렷했다. 조지프 그린 목사와 교회 신도들은 거의 두 달간의 숙고 끝에 1703년 2월 14일, 마사 코리에 대한 파문을 철회하기로 투표했다. 가장 적극적인 고발자 중 한 명이었던 앤 퍼트넘 주니어는 1706년 8월 25일 세일럼빌리지 교회에 입회하면서 공개적으로 용서를 구했다. 그는 악의를 가지고 행동한 것이 아니라 사탄에 의해 현혹되어 무고한 사람들을 고발하게 되었다고 주장했으며, 특히 리베카 너스를 언급했고, 정식 교인으로 받아들여졌다.
1711년 10월 17일, 총회는 1709년 청원서에 이름을 올린 22명에 대한 판결을 번복하는 법안을 통과시켰다(유죄 판결을 받았으나 청원서에 서명하지 않은 추가 7명이 있었지만, 이들에 대해서는 재산 몰수가 번복되지 않았다). 2개월 후인 1711년 12월 17일, 조지프 더들리 총독은 1709년 청원서에 이름을 올린 22명에 대한 금전적 보상을 승인했다. 578파운드 12실링이 생존자들과 고발된 이들의 친척들에게 나누어 지도록 승인되었고, 대부분의 계좌는 1년 내에 정산되었지만, 필립 잉글리시의 광범위한 청구는 1718년에야 해결되었다. 마지막으로, 1712년 3월 6일, 니콜라스 노이스 목사와 세일럼 교회 신도들은 노이스가 이전에 내린 리베카 너스와 자일스 코리에 대한 파문을 철회했다.

## 추모

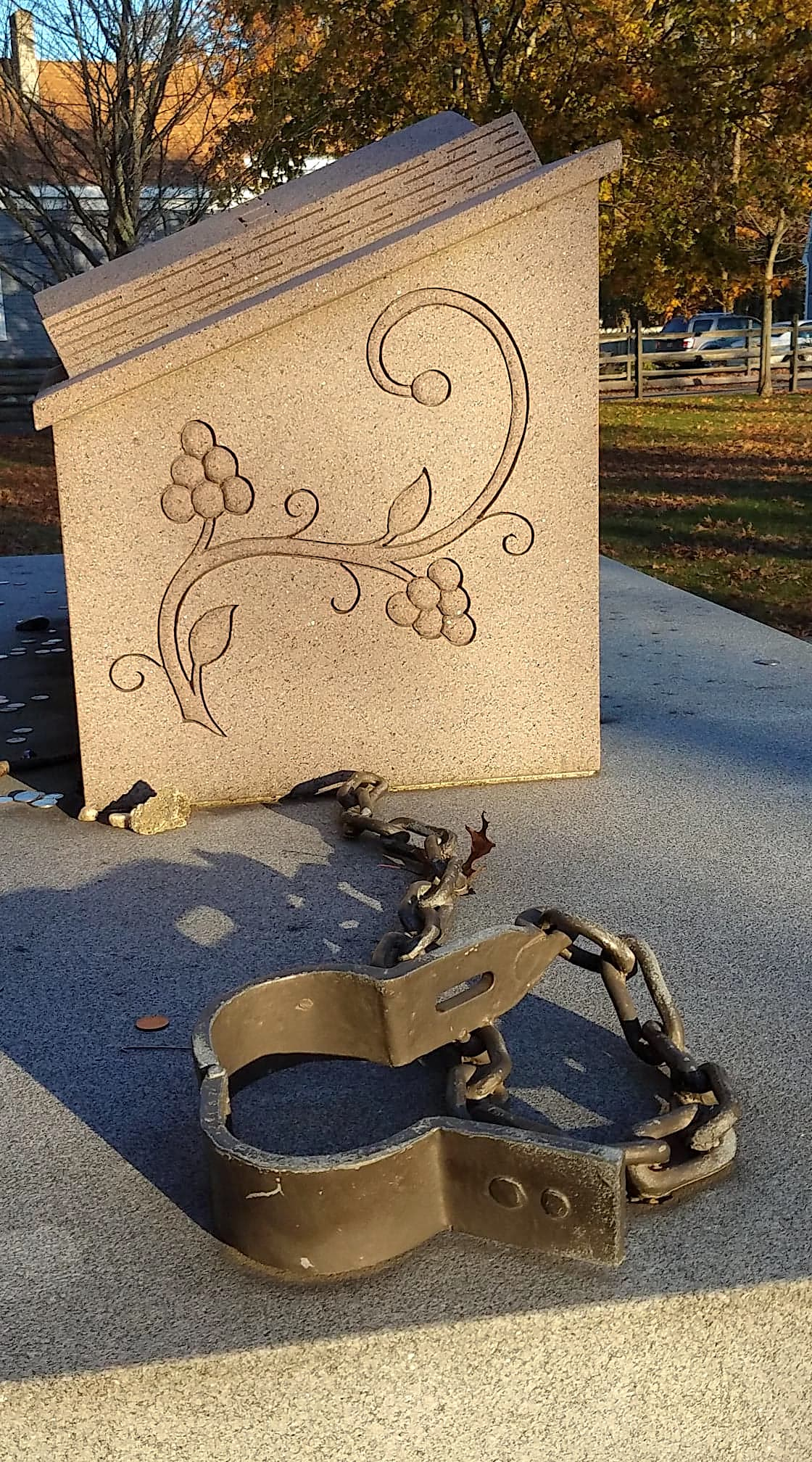
매사추세츠주 댄버스(세일럼빌리지)의 1692년 위치크래프트 재판 희생자들을 위한 추모물의 일부

리베카 너스의 후손들은 1885년에 댄버스의 너스 농가 부지에 존 그린리프 휘티어의 글귀가 새겨진 방첨탑 모양의 화강암 기념비를 그의 추모를 위해 세웠다. 1892년에는 너스를 지지하는 청원서에 서명한 40명의 이웃을 기리기 위한 추가 기념비가 세워졌다.

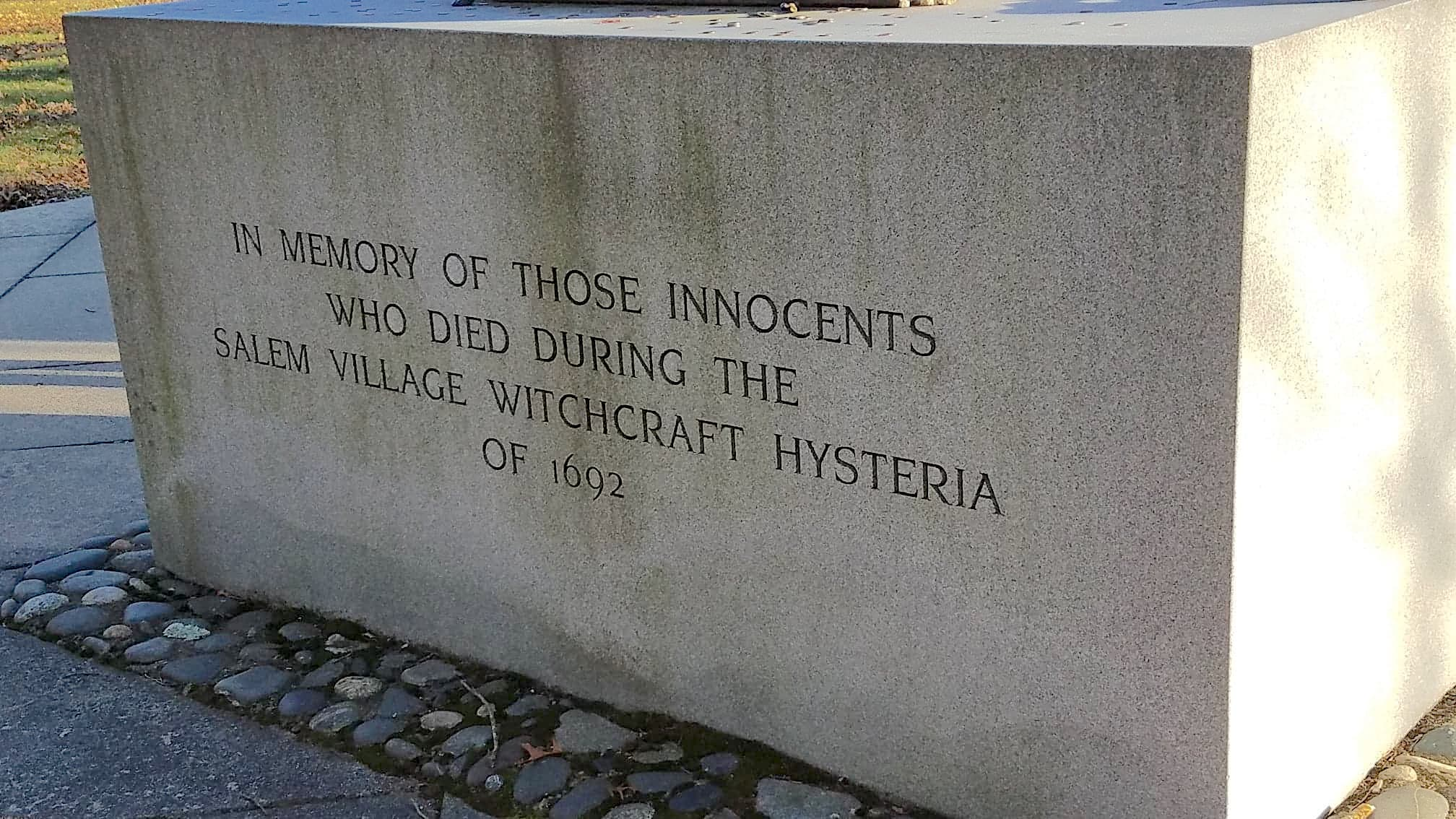
댄버스, 매사추세츠(세일럼빌리지)의 마녀 재판 희생자 추모비

18세기 초에 모든 유죄 판결자들이 무죄 선고를 받은 것은 아니었다. 1957년, 부당하게 유죄 판결을 받고 처형되었으나 1711년의 재산 몰수 번복 법안이나 1712년의 추가 법안에 포함되지 않았던 여섯 명의 후손들이 총회에 그들의 조상 가족 구성원들의 이름을 공식적으로 무죄 선고할 것을 요구했다. 고발된 이들의 무죄를 선언하는 법안이 통과되었으나, 앤 퓨디에이터의 이름만 거명되었다. 다른 이들은 단지 "특정 다른 인물들"로만 표기되어 브리짓 비숍, 수잔나 마틴, 앨리스 파커, 윌모트 레드, 마거릿 스콧의 이름이 구체적으로 명시되지 않았다.

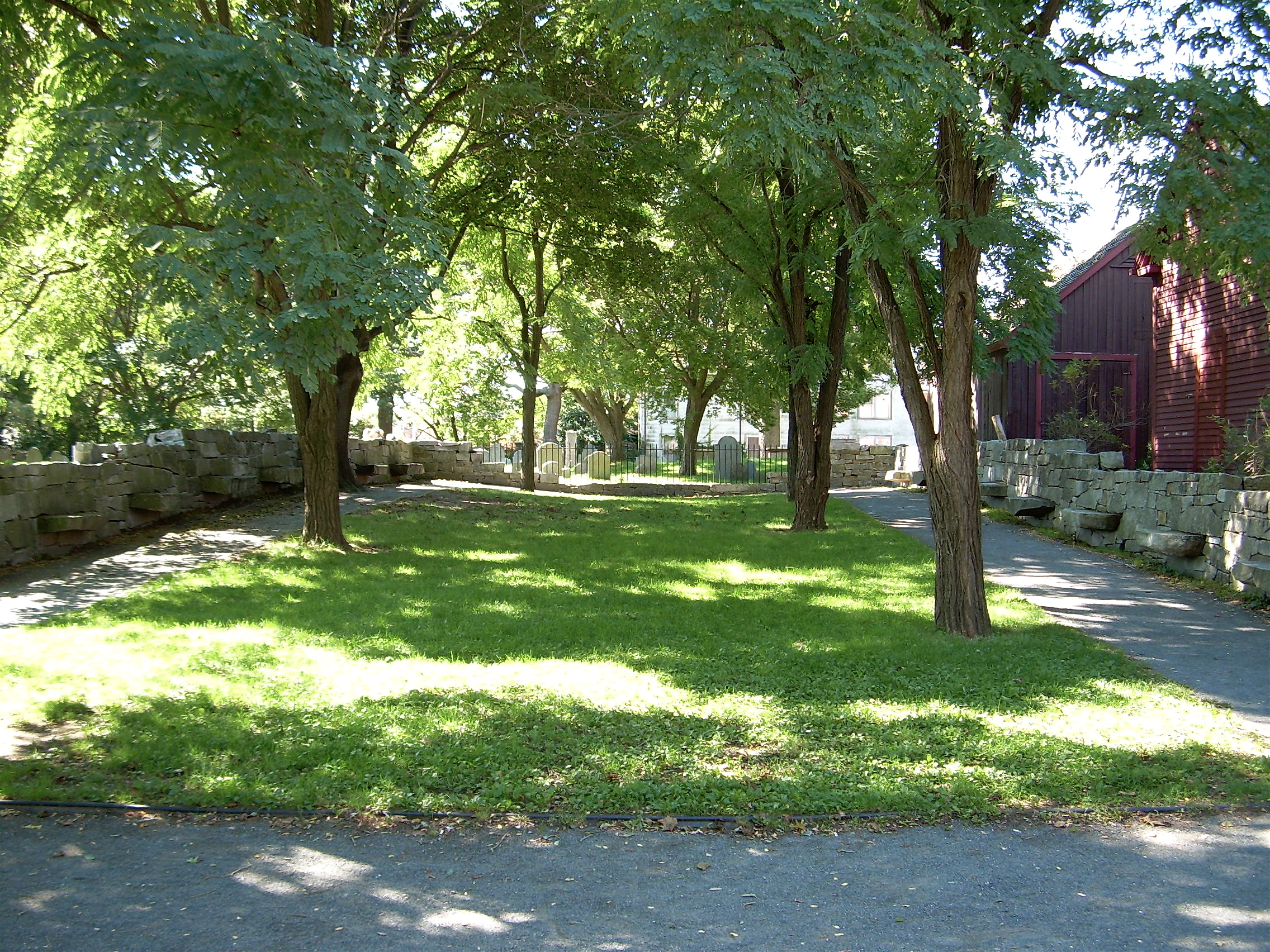
세일럼의 세일럼 마녀 재판 추모 공원

재판 300주년을 맞이한 1992년, 세일럼과 댄버스에서 다양한 행사가 열렸다. 세일럼에는 추모 공원이 헌정되었는데, 여기에는 1692년에 처형된 각 희생자를 위해 공원의 석벽에 돌 판석 벤치가 설치되었다. 8월의 기념식 연사로는 극작가 아서 밀러와 노벨상 수상자 엘리 비젤이 포함되었다. 댄버스는 자체적으로 새로운 추모비를 세웠고,1950년대에 발굴된 조지 제이콥스 시니어의 것으로 추정되는 유골을 리베카 너스 농가의 새로운 안식처에 다시 매장했다.

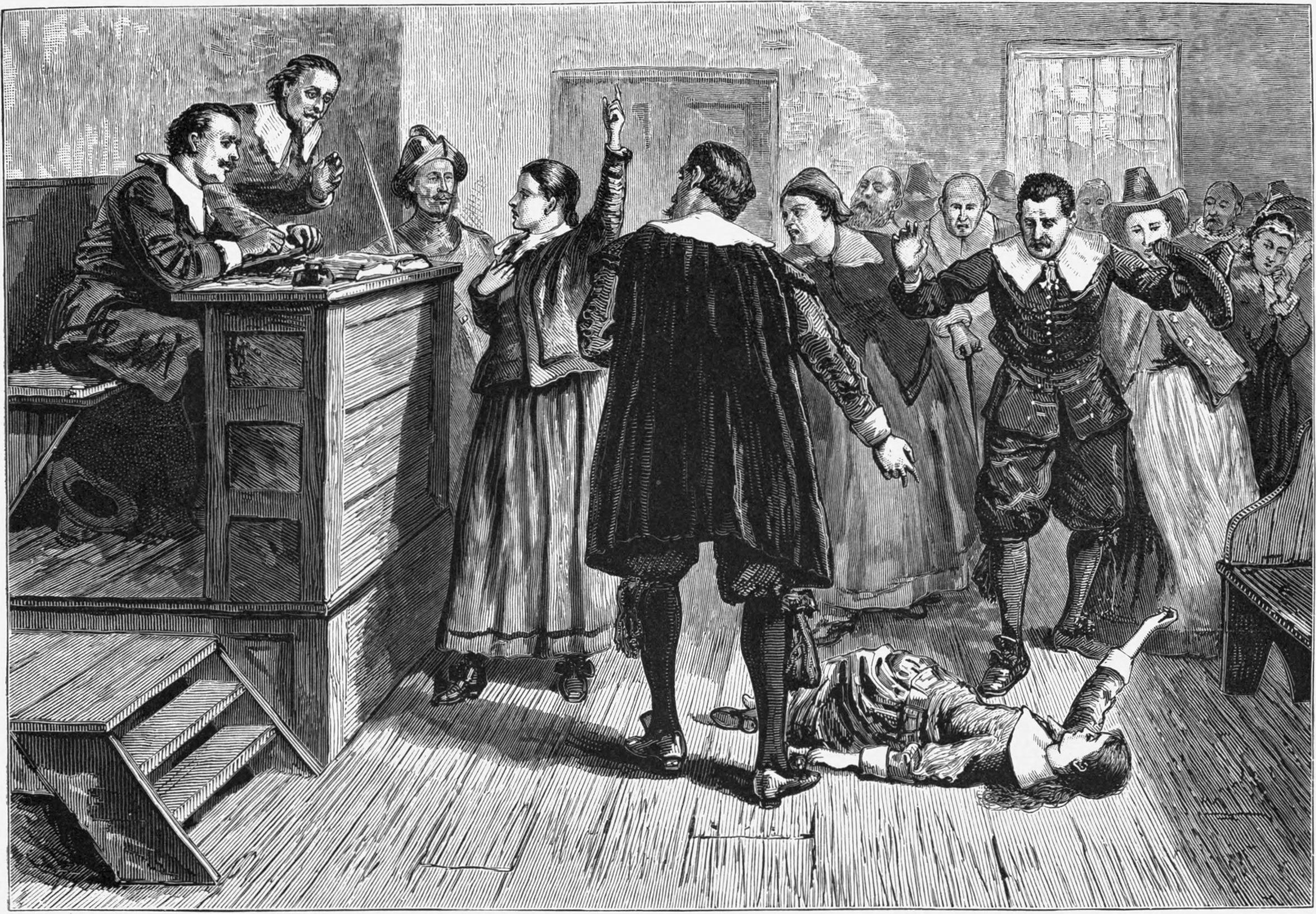
1876년 법정 장면 삽화의 중심 인물은 보통 메리 월콧으로 여겨진다.

1992년, 댄버스 300주년 기념 위원회는 또한 매사추세츠주 하원이 희생자들을 기리는 결의안을 발표하도록 설득했다. 세일럼의 교사 폴라 킨, 주 의원 J. 마이클 루안과 폴 티론을 비롯한 여러 사람들의 광범위한 노력으로, 이전에 목록에 포함되지 않은 모든 이들의 이름을 이 결의안에 추가하는 법안이 발의되었다. 300년이 넘는 세월이 지난 후인 2001년 10월 31일, 제인 스위프트 주지사가 마침내 이에 서명함으로써 모든 이들이 무죄임이 선포되었다.

### 교수대 언덕과 프록터스 절벽
1936년 세일럼 시는 이 지역의 토지를 매입하여 "마녀 추모지"(Witch Memorial Land)로 개명했으나, 현장에는 어떤 추모물도 건립되지 않았고, 처형이 교수대 언덕 정상에서 이루어졌다는 잘못된 통념이 지속되었다. 심문을 위해 세일럼으로 끌려온 복스포드의 리베카 임스는 자신이 "언덕 아래의 집"에 구금되어 있었으며, 그곳에서 처형을 구경하러 온 사람들을 볼 수 있었다고 진술했다. 이 기록은 연구자들이 정상을 처형 장소에서 제외하는 데 도움이 되었다. 2016년 1월, 버지니아 대학교는 연구팀이 19명의 "마녀"들이 공개적으로 교수형을 당했던 세일럼의 교수대 언덕 처형 장소를 확인했다고 발표했다. 교수대 언덕 프로젝트 팀원들은 세일럼시와 협력하여 오래된 지도와 문서들을 활용했으며, 정교한 지리정보시스템과 지하투과레이더 기술을 사용하여 후에 프록터스 절벽으로 알려진 언덕 기슭 지역을 조사했다. 그들은 이곳이 교수대 언덕 정상보다 구경꾼들이 접근하기 더 쉬웠다고 말한다. 시는 이 부지를 소유하고 있으며 2017년에 그곳의 희생자들을 위해 《프록터스 절벽 추모관》을 헌정했다. 이 사건들에 대한 다큐멘터리 《교수대 언덕 - 열아홉》이 제작 중이다.

## 문학, 미디어와 대중문화
위치크래프트 고발, 재판과 처형의 이야기는 사건이 일어난 이후 수세기 동안 작가들과 예술가들의 상상력을 사로잡아 왔다. 대중 소설의 소재로서 최초의 영향력 있는 사용은 존 닐의 1828년 소설 《레이철 다이어》였다.
많은 해석들은 문학적 그리고/또는 예술적 허용의 명목 하에 역사적 사건의 사실들을 자유롭게 다루었다. 여기에는 미국에서 마녀들이 화형을 당했다는 대중적이지만 잘못된 관념이 포함된다. 재판들이 점차 사라져가는 중세적 과거와 새롭게 떠오르는 계몽주의의 교차점에서 일어났고, 고문과 자백을 다루었기 때문에, 일부 해석들은 중세와 후기 중세 사이의 경계를 문화적 구성물로서 주목한다.

## 피해 증상에 대한 의학적 이론
피해를 당했다고 주장한 이들의 증상의 원인은 계속해서 관심의 대상이 되고 있다. 연구자들은 관찰된 증상들에 대한 다양한 의학적, 심리학적 설명들을 탐구해 왔다. 여기에는 인디언 공격에 대한 반응으로서의 심리적 히스테리, 맥각균(LSD가 추출되는 자연 물질)에 감염된 곡물로 만든 호밀빵을 먹어서 발생한 경련성 맥각 중독, 조류 매개 기면성 뇌염의 유행, 그리고 일부 고발자들이 주장한 야간 습격을 설명하기 위한 가위눌림 등이 있다. 일부 현대 역사학자들은 생물학적 설명에 중점을 두기를 꺼리고, 대신 질투심, 악의, 관심을 받고 싶은 욕구와 같은 동기들을 탐구하여 그들의 행동을 설명하고자 한다.

## 참고문헌
- Adams, Gretchen A. (2008), 《The Specter of Salem: Remembering the Witch Trials in Nineteenth-Century America》, University of Chicago Press, ISBN 978-0226005430
- Boyer, Paul S.; Nissenbaum, Stephen, 편집. (1972), 《Salem-Village Witchcraft: A Documentary Record of Local Conflict in Colonial New England》, Northeastern University Press, ISBN 978-1-55553-165-2
- Breslaw, Elaine G. (1996), 《Tituba, Reluctant Witch of Salem: Devilish Indians and Puritan Fantasies》, NYU Press, ISBN 978-0-8147-1307-5
- Bunn, Ivan; Geiss, Gilbert (1997), 《Trial of Witches: A Seventeenth-Century Witchcraft Prosecution》, Routledge, ISBN 978-0-415-17109-0
- Cooke, William H. (2009), 《Justice at Salem: Reexamining the Witch Trials》, Undertaker Press, ISBN 978-1-59594-322-4, 2009년 6월 13일에 원본 문서에서 보존된 문서, 2009년 10월 23일에 확인함
- Erikson, Kai T. (2005), 《Wayward Puritans: A Study in the Sociology of Deviance》, Allyn & Bacon, ISBN 978-0-205-42403-0
- Francis, Richard (2005), 《Judge Sewall's Apology》, Harper-Collins
- Glanvill, Joseph. "Essay IV Against modern Sadducism in the matter of Witches and Apparitions" in Essay on several important subjects in philosophy and religion, 2nd Ed, London; printed for John Baker and H. Mortlock, 1676, pp. 1–4 (in the history 201 course-pack compiled by S. McSheffrey & T. McCormick)
- Hansen, Chadwick (1969), 《Witchcraft at Salem》, Brazillier, ISBN 978-0-8076-1137-1
- Mather, Cotton. Memorable Providence, Relating to Witchcraft and Possessions. law.umkc.edu (accessed June 5, 2010)
- Trans. Montague Summer. Questions VII & XI. "Maleus Maleficarum Part I". sacred-texts.com 보관됨 2월 23, 2011 - 웨이백 머신, June 9, 2010.
- Reis, Elizabeth (1997), 《Damned Women: Sinners and Witches in Puritan New England》, Cornell University Press, ISBN 978-0-8014-8611-1
- Roach, Marilynne K. (2002), 《The Salem Witch Trials: A Day-To-Day Chronicle of a Community Under Siege》, Cooper Square Press, ISBN 978-1-58979-132-9
- Robinson, Enders A. (2001) [1990], 《The Devil Discovered: Salem Witchcraft 1692》, Hippocrene, ISBN 978-1-57766-176-4
- Sears, Donald A. (1978), 《John Neal》, Twayne Publishers, ISBN 080-5-7723-08
- Silverman, Kenneth, 편집. (1971), 〈Letter of Cotton Mather to Stephen Sewall, September 20, 1692〉, 《Selected Letters of Cotton Mather》, University of Louisiana Press, ISBN 978-0-8071-0920-5
- Starkey, Marion L. (1949), 《The Devil in Massachusetts》, Alfred A. Knopf, ISBN 978-0-385-03509-5
- Upham, Charles W. (2000) [1867], 《Salem Witchcraft》 2, Dover Publications, ISBN 978-0-486-40899-6
- The Examination of Bridget Bishop, April 19, 1692. "Examination and Evidence of Some Accused Witches in Salem, 1692. law.umkc.edu (accessed June 5, 2010)
- The Examination of Sarah Good, March 1, 1692. "Examination and Evidence of Some the Accused Witches in Salem, 1692. law.umkc.edu 보관됨 1월 20, 2011 - 웨이백 머신 (accessed June 6, 2010)

## 더 읽어보기
- Aronson, Marc. Witch-Hunt: Mysteries of the Salem Witch Trials. Atheneum: New York. 2003. ISBN 1-4169-0315-1
- Baker, Emerson W. A Storm of Witchcraft: The Salem Trials and the American Experience (2014), Emphasis on the causes
- Boyer, Paul & Nissenbaum, Stephen. Salem Possessed: The Social Origins of Witchcraft. Harvard University Press: Cambridge, MA. 1974. ISBN 0-674-78526-6
- Brown, David C.. A Guide to the Salem Witchcraft Hysteria of 1692. David C. Brown: Washington Crossing, PA. 1984. ISBN 0-9613415-0-5
- Burns, Margo & Rosenthal, Bernard. "Examination of the Records of the Salem Witch Trials". William and Mary Quarterly, 2008, Vol. 65, No. 3, pp. 401–422.
- Demos, John. Entertaining Satan: Witchcraft and the Culture of Early New England. New York: Oxford University Press, 1982. ISBN 0-19-517483-6
- Fels, Tony. Switching sides : how a generation of historians lost sympathy for the victims of the Salem witch hunt. 	Baltimore. Johns Hopkins University Press, 2018 ISBN 1421424371
- Foulds, Diane E. (2010). Death in Salem: The Private Lives Behind the 1692 Witch Hunt.
- Godbeer, Richard. The Devil's Dominion: Magic and Religion in Early New England. Cambridge University Press: New York. 1992. ISBN 0-521-46670-9
- Goss, K. David (2007). 《The Salem Witch Trials: A Reference Guide》. Greenwood Publishing Group. ISBN 978-0-313-32095-8.
- Hale, Rev. John. (1702). A Modest Enquiry into the Nature of Witchcraft.
- Hill, Frances. A Delusion of Satan: The Full Story of the Salem Witch Trials. Doubleday: New York. 1995. ISBN 0-306-81159-6
- Hoffer, Peter Charles. "The Salem Witchcraft Trials: A Legal History". (University of Kansas, 1997). ISBN 0-7006-0859-1
- Jackson, Shirley (1956). 《The Witchcraft of Salem Village》. Random House.
- Karlsen, Carol F. The Devil in the Shape of a Woman: Witchcraft in Colonial New England. New York: Vintage, 1987. [This work provides essential background on other witchcraft accusations in 17th century New England.] ISBN 0-393-31759-5
- Lasky, Kathryn. Beyond the Burning Time. Point: New York, 1994 ISBN 0-590-47332-8
- Le Beau, Bryan, F. The Story of the Salem Witch Trials: `We Walked in Clouds and Could Not See Our Way`. Prentice-Hall: Upper Saddle River, NJ. 1998. ISBN 0-13-442542-1
- Levack, Brian P. ed. The Oxford Handbook of Witchcraft in Early Modern Europe and Colonial America (2013) excerpt and text search 보관됨 3월 20, 2021 - 웨이백 머신
- Mappen, Marc, ed. Witches & Historians: Interpretations of Salem. 2nd Edition. Keiger: Malabar, FL. 1996. ISBN 0-88275-653-2
- Miller, Arthur. The Crucible – a play which compares McCarthyism to a witch-hunt. ISBN 0-14-243733-6
- Norton, Mary Beth. In the Devil's Snare: The Salem Witchcraft Crisis of 1692. New York: Random House, 2002. ISBN 0-375-70690-9
- Ray, Benjamin C. Satan and Salem: The Witch-Hunt Crisis of 1692. The University of Virginia Press, 2015. ISBN 9780813937076
- Robbins, Rossell Hope. The Encyclopedia of Witchcraft and Demonology. Crown Publishers Inc., 1959. ISBN 0-600-01183-6
- Robinson, Enders A. Salem Witchcraft and Hawthorne's House of the Seven Gables. Heritage Books: Bowie, MD. 1992. ISBN 1-55613-515-7
- Rosenthal, Bernard. Salem Story: Reading the Witch Trials of 1692. Cambridge University Press: New York. 1993. ISBN 0-521-55820-4
- Rosenthal, Bernard, ed., et al. Records of the Salem Witch-Hunt. Cambridge University Press: New York. 2009. ISBN 0-521-66166-8
- Sologuk, Sally. Diseases Can Bewitch Durum Millers. Milling Journal. Second quarter 2005.
- Spanos, N.P., J. Gottlieb. "Ergots and Salem village witchcraft: A critical appraisal". Science: 194. 1390–1394:1976.
- Trask, Richard B. `The Devil hath been raised`: A Documentary History of the Salem Village Witchcraft Outbreak of March 1692. Revised edition. Yeoman Press: Danvers, MA. 1997. ISBN 0-9638595-1-X
- Weisman, Richard. Witchcraft, Magic, and Religion in 17th-Century Massachusetts. University of Massachusetts Press: Amherst, MA. 1984. ISBN 0-87023-494-3
- Wilson, Jennifer M. Witch. Authorhouse, 2005. ISBN 1-4208-2109-1
- Wilson, Lori Lee. The Salem Witch Trials. How History Is Invented series. Lerner: Minneapolis. 1997. ISBN 0-8225-4889-5
- Woolf, Alex. Investigating History Mysteries. Heinemann Library: 2004. ISBN 0-431-16022-8
- Wright, John Hardy. Sorcery in Salem. Arcadia: Portsmouth, NH. 1999. ISBN 0-7385-0084-4
- Preston, VK. "Reproducing Witchcraft: Thou Shalt Not Suffer a Witch to Live". TDR / The Drama Review, 2018, Vol. 62, No. 1, pp. 143–159
- Gagnon, Daniel A., A Salem Witch: The Trial, Execution, and Exoneration of Rebecca Nurse. Yardley, PA: Westholme, 2021.ISBN 978-1594163678